# تنين كومودو
تِنِّينُ كُومُودُو أو تِنِّينُ الكُمُودُو أو العَظَايَةُ التِنِّينُ أو وَرَلُ كُومُودُو هو نوعٌ من السحالي مقصورٌ وُجُودُها على بضعة جُزُرٍ إندونيسيَّة، هي: كومودو، ورنكة، وفلوريس، وگيلي موتانگ، وپدار. تنتمي هذه العظايا إلى فصيلة الورليَّات، وهي أكبر العظايا الباقية حجمًا، من الزواحف الكِبار ضخمة الجسم قويَّة المخالب وطويلة الذيل، وقد يزيدُ طول البالغة منها عن ثلاثة أمتار (10 أقدام)، وفي بعض الحالات الاستثنائيَّة، يُمكن أن تصل زنتها إلى حوالي 70 كيلوغرامًا (150 رطلًا).
يُعزى حجمها الهائل غير المألوف بين السحالي إلى الظاهرة الأحيائيَّة المعروفة بِـ«العملقة الجُزُريَّة»، حيثُ تتضخَّم إحدى الكائنات الحيَّة قاطنة جزيرة ما عبر عدَّة أجيالٍ مُتعاقبة لِتلعب دورًا بيئيًّا مُعينًا لا يلعبه أي كائنٍ آخر على تلك الجزيرة، وفي حالة هذه التنانين فإنها لعبت دور الضواري الرئيسيَّة عبر موطنها نظرًا لِعدم وُجودٍ أيَّة مُفترساتٍ بريَّةٍ أُخرى، فحلَّت مكانها واستفادت من انعدام المُنافسة على الغذاء، فكبُر حجمها بِمُرور الوقت وتربَّعت على قمَّة السلسلة الغذائيَّة. تُشيرُ بعض الأبحاث الأُخرى إلى أنَّ تنانين كومودو هي المُمثلة الوحيدة الباقية من جُمهرات سحالٍ ورليَّةٍ بائدةٍ فائقة الضخامة، انتشرت في قديم الزمان عبر أنحاء إندونيسيا وأُستراليا، وانقرضت مع غيرها من الحيوانات الضخمة في أواخر العصر الحديث الأقرب (العصر الپليستوسيني)، نتيجة الأنشطة البشريَّة على الأغلب. اكتُشفت مُستحاثات عظايا عملاقة شديدة الشبه بِتنانين كومودو في أُستراليا، وقُدِّر عُمرها بِما يزيد عن 3.8 ملايين سنة، كما أظهرت الاكتشافات الأُحفُوريَّة أنَّ حجم التنانين قاطنة جزيرة فلوريس لم يتبدَّل وظلَّ على ما هو عليه مُنذُ حوالي 900,000 سنة، وهي فترة تميَّزت بِتغيُّراتٍ كبيرةٍ على صعيد أوضاع الحيوانات في العالم، فاندثرت الكثير من الكائنات الضخمة قاطنة الجُزر، كما بدأت أشباه البشر من القردة العُليا تُهاجرُ تباعًا إلى مُختلف مناطق العالم بما فيها بعض الجُزر القريبة من البر القارِّي، ومنها مواطن هذه السحالي.
تُهيمنُ تنانين كومودو على الأنظمة البيئيَّة الطبيعيَّة التي تقطنها، كنتيجةٍ حتميَّةٍ لِأحجامها الكبيرة. تصطادُ هذه التنانين عبر نصب كمائنٍ لِفرائسها، المُشتملة على طائفةٍ واسعةٍ من اللافقاريَّات والطُيُور والثدييات. ويُقالُ بِأنَّ عضَّتها سامَّة تقتُل فريستها على مدى بضعة أيَّام، واقترح بعض العُلماء أنَّ الغُدَّتان القابعتان في أفكاكها السُفليَّة تفرُزُ عدَّة پروتينات سامَّة، على أنَّهُ لا إجماع على هذا القول، وما زالت أهميَّة هذه الپروتينات ودورها الأحيائي موضع جدال، وما هو مُؤكَّدٌ فقط أنَّ هاتان الغُدَّتان تُفرزان مادَّةً مُضادةً لِلتخثُّر. سُلُوك تنانين كومودو الجماعي عند الصيد والاقتيات مُميزٌ بين السحالي، وأبرز فرائسها هي أيائلُ الرشأ الجاويَّة، على أنها تصطاد الخنازير البريَّة وجواميس الماء أيضًا، كما تقتات على الجيفة، ويُمكن أن تُهاجم البشر في بعض الأحيان.
يبدأ موسم تزاوج التنانين ما بين شهريّ أيَّار (مايو) وآب (أغسطس)، وتضعُ الإناث بُيُوضها خِلال شهر أيلول (سپتمبر). يصلُ عدد تلك البُيُوض في العادة إلى نحو 20 بيضة، وغالبًا ما تتخذُ الأُنثى من إحدى الرَّكم المهجورة لِطائرٍ من طُيُورُ الرَّكمة عُشًا لها، وقد تحفرُ لِنفسها جُحرًا تضعُ فيه بيضها. تُحتضنُ البُيُوض طيلة 7 أو 8 أشهر، وتفقسُ خِلال شهر نيسان (أبريل)، حينما تكونُ الحشرات غزيرة. تلجأُ صغار التنانين إلى الأشجار لِتحتمي من الضواري الأكبر منها، بما فيها قريباتها التي لا تتوانى عن أكل بني جنسها. تصلٌ التنانين مرحلة البُلُوغ في سن الثامنة أو التاسعة، وقد يمتد أمد حياتها حتَّى 30 سنة.
عرف العُلماء الغربيُّون هذه العظايا سنة 1910م، وسُرعان ما أصبحت موضع اهتمام الناس في أوروپَّا والولايات المُتحدة بِفضل سُمعتها المهيبة وحجمها الهائل، فعُرضت في مُختلف حدائق الحيوان. أمَّا في البريَّة، فقد تقلَّص موطنها نتيجة الأنشطة البشريَّة الضارَّة، حتَّى أصبح الاتحاد الدولي لِلحفاظ على الطبيعة يُصنفها ضمن الحيوانات المُهددة بِخطر الانقراض الأدنى. تحظى تنانين كومودو بحماية القانون الإندونيسي، وقد أسست إندونيسيا مُنتزه كومودو الوطني سنة 1980م لِيكون محميَّةً طبيعيَّةً تأوي هذه التنانين وغيرها من الحيوانات المُتوطنة في البلاد.

## التصنيف

### تاريخ التصنيف

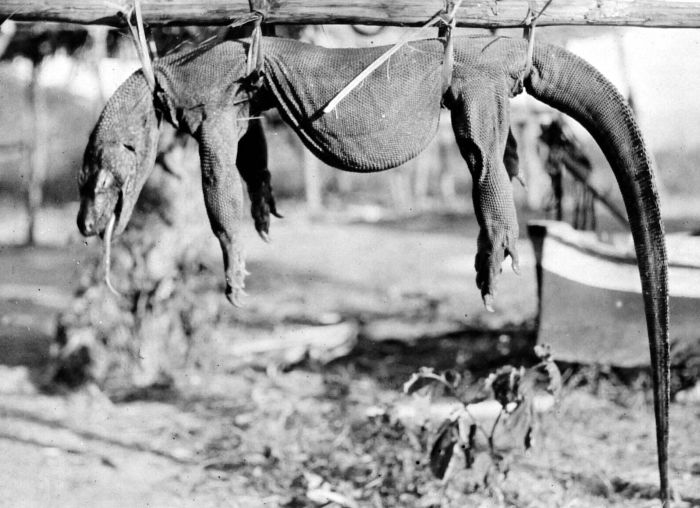
تنين كومودو مُصاد. تعود الصُورة لِأوائل القرن العشرين الميلاديّ، ويبدو أنَّ هذا التنين قُتل لِغرض دراسته وتحنيطه وعرضه في إحدى المتاحف الغربيَّة.

عرف الباحثون الأوروپيُّون تنّين كومودو لأول مرة في عام 1910م، حيث وصلت إلى مسامع الملازم ڤان ستين ڤان هنزبرُويْك (وهو ضابط هولندي استعماري) عن وجود «تماسيح تسكنُ اليابسة» على جزيرةٍ في إندونيسيا. وقد اشتهرت هذه الحيوانات بصورةٍ خاصة بعد عام 1912م، إذ نشر رئيس متحف علم الحيوان في مدينة بوكور (جاوة) ورقة بحثية عن تنين كومودو بعد تلقّيه لصور وعينة من جلد الحيوان وغير ذلك من أحد الباحثين. وقد وصل أوَّل تنينا كومودو على قيد الحياة إلى أوروپَّا في عام 1927م، وعُرِضَا في منزل الزواحف بحديقة حيوانات لندن عند افتتاحِه آنذاك. سجَّلت العالمة جوان بيوتشامب بروكتِر بعضًا من أولى الملاحظات عن هذا الحيوان في الأسر بحديقة حيوانات لندن، وقد تحدَّثت عن سلوكيات الحيوان في لقاءٍ علمي لجمعية علم الحيوان في لندن عام 1928م. وقد كان الاهتمامُ بهذا التنين دافعًا رئيسيًا وراء إرسال بعثةٍ إلى جزيرة كومودو في عام 1926م بقيادة ص. دوغلاس بِرْدِن، والذي عادَ من رحلته برفقة اثني عشر تنينًا ميتًا محفوظًا وتنينين على قيدِ الحياة، وألهمت بعثته هذه ظهورَ فلم كينغ كونغ في إصدارته الأولى سنة 1933م. وقد كان بِرْدِن نفسهُ من ابتدع اسم «تنين كومودو» الدارج الآن على ألسنة الناس. وقد حُنِّطت ثلاثٌ من جيف التنانين التي جلبها وحُفِظَت إلى الآن في المتحف الأمريكي للتاريخ الطبيعي.
وعند إدراك الحكومة الهولندية لقلَّة عددِ تنانين كومودو التي تعيشُ في البريَّة، حرَّمت صيدها بغرضِ المتعة والرياضة ووضعت قيودًا قانونية على أسرِها حتى لأغراض البحث العلمي. وتوقَّف البعثات العلمية مع اشتعال الحرب العالمية الثانية في بداية أربعينيات القرن العشرين الميلادي، ومن ثمَّ عادت خلال الخمسينيات والستينيات، وهي فترةٌ اهتمَّ العلماءُ فيها بدراسة غذاء تنين كومودو وتزاوجه وكيفية تنظيمه لحرارة جسمه. وفي هذا الوقت نفسه تقريباً خُطِّطَ لبعثة لتتفرَّغ لدراسة تنين كومودو على مرِّ فترة طويلة. وقد أوْكِلَت هذه المهمة لعائلة أَوْفينبيرغ، وهي عائلةٌ سكنت جزيرة كومودو لمُدَّة أحد عشر شهراً خلال عام 1969، وقد نجحَ وولتر أوفينبيرغ ومساعدته بورتا ساستراوان (في هذه الفترة) بالإمساك بأكثر من خمسين تنيناً وبتثبيت علامات تتبّع عليها. وقد غيَّر البحث الذي أجراهُ أوفنبيرغ جذرياً من طريقة رعاية تنانين كومودو في الأسر، أمَّا الدراساتُ التي أُجريت من بعده فقد ألقت مزيدًا من الضوء على طبيعة تنين كومودو، ولا زالَ أحيائيّون معروفون (مثل كلاوديو كيوفي) يتفرَّغُون خصيصًا لدراسة هذا الحيوان.

### أصل التسمية

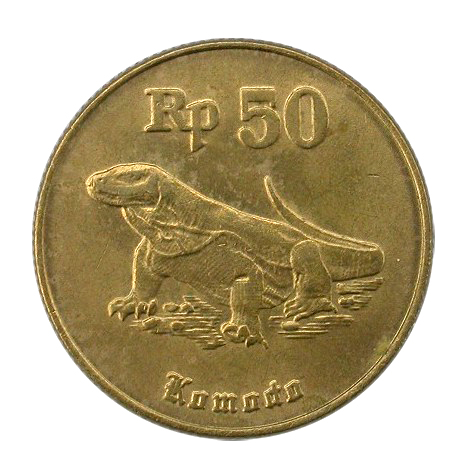
سكَّة إندونيسيَّة من فئة خمسين روپيَّة، ضُربت سنة 2007، ونُقِشَت عليها صورة تنين كومودو.

يشتهر تنين كومودو في أدب العلوم بأسماءٍ منها «ورل كومودو»، إلا أنَّ هذه التسمية ليست دارجة جدًا. وينادي أهلُ جزيرة كومودو الأصليُّون هذا الحيوان باسم «أورا» و«بويا دارات» (أي «تمساحُ اليابسة») و«بياواك راكاسا» (أي «الورل العملاق»).

### التاريخ النُشوئي والتطوُّري
بدأ تنين كومودو تطوّره التاريخي من جنس الورل، وهو جنس من العظاءات ظهرَ في قارة آسيا قبل 40 مليون سنة وانتقلَ منها إلى أستراليا، وهناك تطوَّر إلى جنس من العظاءات العملاقة (أكبرُها هي الميگالانيا المنقرضة حديثًا، والتي وصلَ طولها خمسة أمتار)، وهو تحوّل كان سببهُ نقصَ المنافسة من الحيوانات اللاحمة الأخرى، مثل المشيميات. وقبل 15 مليون عام تقريبًا اصطدمت واتصلت أستراليا بجنوب شرقي آسيا، ممَّا سمحَ لأسلاف تنين كومودو بالعودة إلى الجزر الإندونيسية، وبهذا اتَّسعَ إقليم حياته ليصلَ جزيرة تيمور. وكان يعتقد سابقًا أن تنين كومودو تطوَّر من عظاءات عاشت في أستراليا قبل أربعة ملايين سنة، ولكن كشوفات المستحاثات الحديثة في كوينزلاند (شرقي أستراليا) توحي بأنَّ التنين تطوَّر في قارة أستراليا نفسها ومن ثمَّ انتقلَ إلى الأرخبيل الإندونيسي. وكشفَ انخفاض مستوى سطح البحر المتسارع في العصر الجليدي الأخير عن رفوفٍ قارية واسعةٍ استوطنت فيها تنانين كومودو، ولكن عندما عادَ مستوى البحر للارتفاع بعد انتهاء العصر الجليدي انحبست هذه التنانين في الجزر الحالية المنحصرة فيها. اكتشفت في إقليم أوراسيا مستحاثات أنواعٍ منقرضة من العظاءات (من العصر الحديث القريب - الپليوسيني) شبيهة بتنانين كومودو، مثل Varanus sivalensis، ممَّا يشيرُ إلى أن هذا الحيوان عاشَ بصورةٍ جيدة في بيئاتٍ مزدحمةٍ بمنافسة من لبوناتٍ لاحمة أخرى حتى توقّف ظاهرة تغير المناخ ووقوع انقراض جماعي أحدثَ نهاية العصر الحديث القريب.

## الوصف

### القد

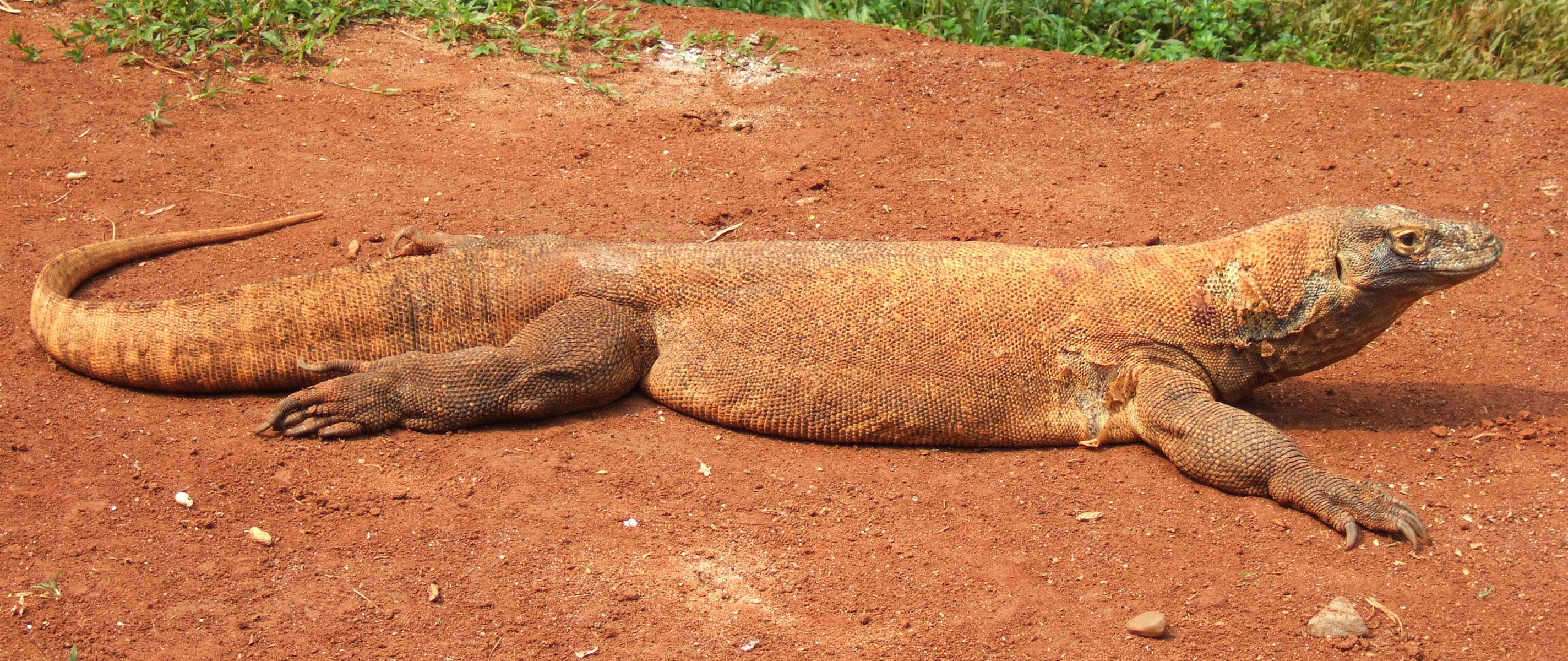
تنين كومودو.

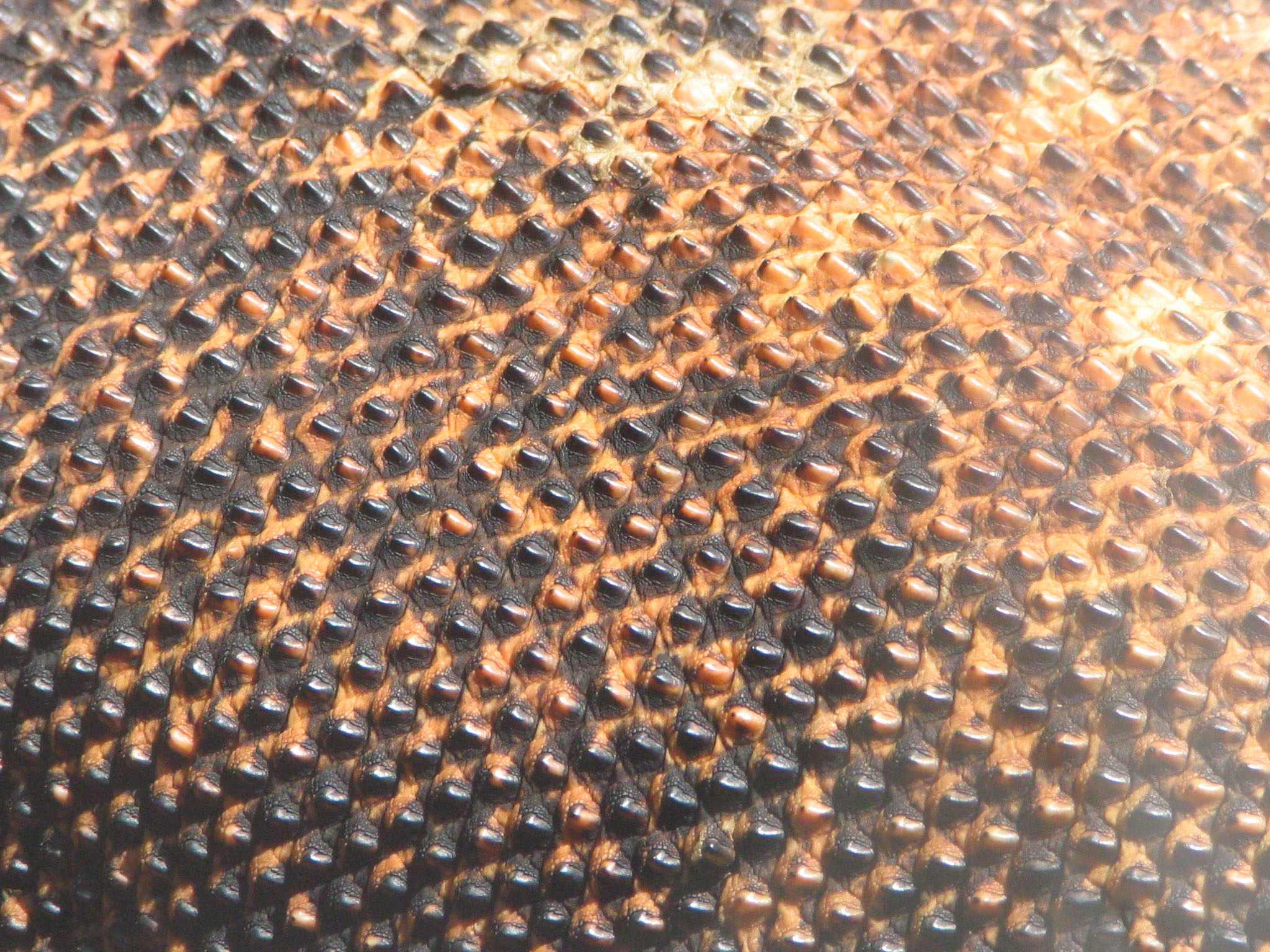
لقطة مُقرَّبة لجلد الحيوان.

عادةً ما يزنُ تنين الكومودو البالغ في البرية حوالي 70 كيلوغرامًا، بينما يرتفعُ وزنه لأكثر من ذلك - غالبًا - في الأَسْر. بحسب موسوعة غينيس للأرقام القياسية، يبلغُ وزن ذكر تنين كومودو البالغ وسطيًا ما بين 79 إلى 91 كيلوغرامًا وطوله 2.59 مترًا، بينما تَزِنُ الأنثى ما بين 68 إلى 73 كيلوغرامًا ويبلغُ طولها 2.29 مترًا فقط. وقد بلغَ طول أضخم تنين مُسجَّل علميًا 3.13 مترًا، ووزنَ 166 كيلوغرامًا (مع أنَّ هذا الوزن يتضمَّنُ ما كان في معدته من طعامٍ غير مهضوم).
يماثلُ ذيلُ تنّنين كومودو في طوله طولَ باقي جسده. ولهذا الحيوان 60 سنّ مُسنَّن الأطراف في فمه يصلُ طول الواحد منها إلى 2.5 سنتيمترات، وكثيرًا ما تتساقطُ أسنانهُ وتظهر أخرى مكانها. وعادةً ما يكونُ لعابه مشاباً بالدّماء، لأن نسيجه اللثويّ يغطّي أسنانه بالكامل تقريبًا، وبالتالي فإنَّ أسنانه تُمزِّق لثته (نتيجة تكيّف طبيعي) في كلّ مرة يتناولُ فيها الطعام. ويمتازُ هذا الحيوان بأنَّ لهُ لسانًا طويلًا أصفر اللون مشطورًا (منقسمًا إلى جزئين في حافّته، مثل رأس الشوكة). وتدعمُ جلد تنين الكومودو حراشف مُدرَّعة تحتوي عظامًا دقيقة تعملُ مثل بذلة حماية طبيعية. وبسبب هذه الحراشفِ فإنَّ جلد هذا الحيوان غير مناسبٍ لتصنيع منتجات الجلود.

### الحواسّ
تنين كومودو - مثل غيره من أفراد فصيلة الورل - ليست لديه سوى عظمة أذنٍ واحدة، هي الرِّكَاب، الذي يعملُ على نقلِ ذبذبات الصوت من الغشاء الطبلي إلى القوقعة. وتعني هذه الصّفة أن حاسة سمعِ تنين كومودو منحصرةٌ في الغالب ضمنَ تردّد 400 إلى 2,000 هرتز، وهو نطاقٌ صغير مقارنة بالأذن البشرية القادرة على سماع ما بين 20 إلى 20,000 هرتز. وقد اعتُقِدَ سابقًا أن هذا الحيوان أصمّ، وذلك بسبب دراسة أظهرت عدم استجابة تينن كومودو للهمس والصوت المرتفع والصّياح. ولكنَّ هذا الاعتقاد تزعزع عندما نجحَت مُوظَّفة في حديقة حيوان لندن (وهي جوان بروكتور) في تدريب تنين بالأَسْر على المجيء لتناولِ طعامه عند سماع صوتِها، حتى ولو لم يكُن قادراً على رؤيتها.
يستطيع تنين كومودو الإبصارَ لمسافةٍ تصلُ إلى 300 متر عنه، ولكن لأن شبكية عينه لا تحتوي سوى خلايا مخروطية، فمن المحتمل أن تكون قدرته على الرؤية في الليل ضئيلة. يمكنُ للتنين تمييز الألوان، إلا أنَّ من الصعبِ عليه تمييز الأجسام الثابتة في مكانها.
مثل الكثير من أنواع الزواحف، يمكنُ لتنين كومودو استعمالُ لسانه للتذوّق والشم والتنبُّهِ لمحيطه من خلال عضوه الميكعيّ الأنفي عوضاً عن أنفه. وعندما تكونُ الرياح مواتية، يستطيعُ تنين كومودو (عن طريق لفّ رأسه من جهة للأخرى وهو يمشي) أن يلتقطَ رائحة جيفة تبعدُ عنه 9.5 كيلومترات. وتوجد لهذا التنين حُليمات تذوّق قليلة جدًا تقعُ في سقف حنجرته. وتحتوي حراشفهُ المُدرَّعة بالعظام أيضًا على صُفَيْحاتٍ حسَّاسة مرتبطةٍ بجهازه العصبي، والتي تمنحهُ حاسَّة اللمس، ويمكن أن تكون في حراشف الأذنين والشَّفتين والذقن وأسفل القدم ثلاثة صفيحات أو أكثر في الحُرْشُفَة الواحدة.

## السُلُوك والخواص الأحيائيَّة

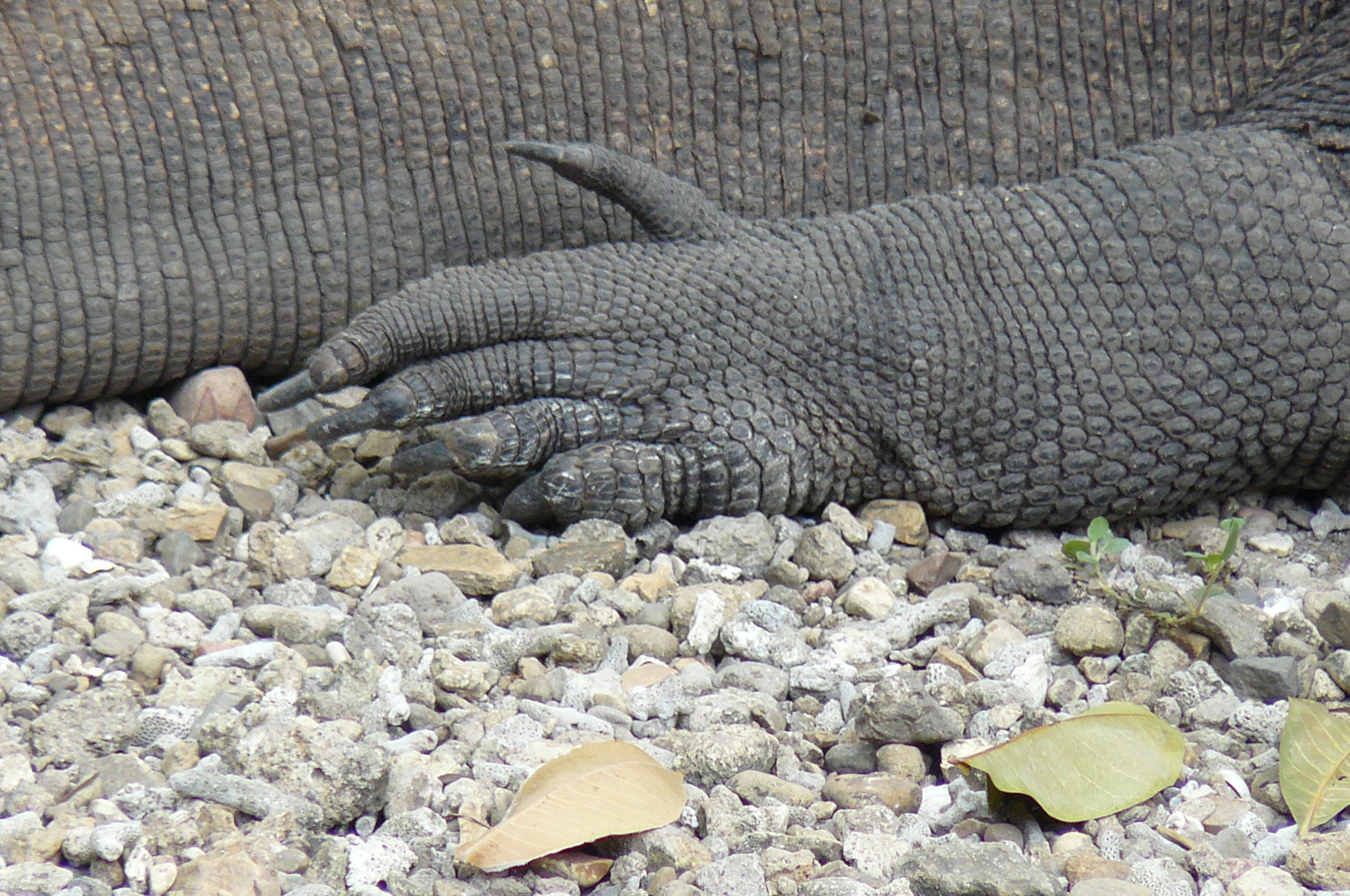
لقطة مُقرَّبة لِمخالب تنين كومودو بالغ.

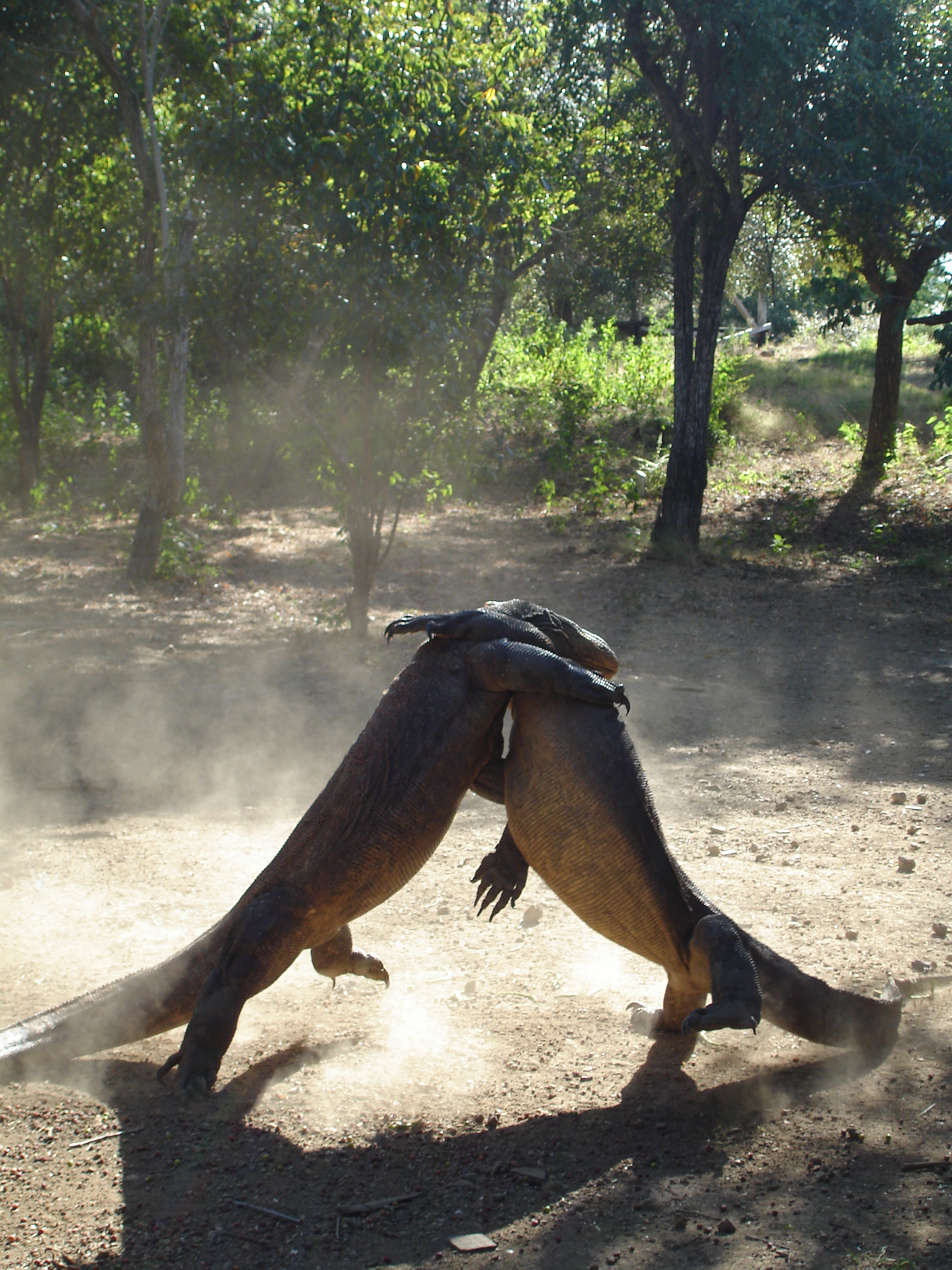
تنينان يتقاتلان.

تُفضِّلُ تنانين كومودو سكن الموائل الطبيعيَّة الجافَّة والحارَّة، وعادةً تُشاهد في الأراضي العُشبيَّة المكشوفة الجافَّة، والسڤناء، والغابات الاستوائيَّة الواطئة. تنشطُ التنانين نهارًا بِالأخص نظرًا لِكونها خارجيَّة الحرارة، على أنها تُظهر بعض النشاط الليلي في حالاتٍ نادرة. وهي كائناتٌ انفراديَّة، يُمضي كُلُّ فردٍ منها حياته وحيدًا، ولا تسعى للاختلاط ببني جنسها إلَّا في موسم التناسل أو عند الاجتماع حول إحدى الذبائح. يُمكنُ لِلتنين البالغ أن يركض بِسُرعةٍ كبيرة لِفترةٍ قصيرةٍ من الزمن، وقد تصل سُرعته حينها إلى نحو 20 كيلومترٍ في الساعة (12 ميلًا في الساعة)، كما يُمكنها الغطس حتَّى عُمق 4.5 أمتار (15 قدمًا)، وتستطيع صغارها تسلُّق الأشجار بِمهارة بِواسطة مخالبها المتينة. قد يعمد التنين إلى الوقوف على قائمتيه الخلفيتين ويستند بِذيله كي يتمكَّن من الوُصُول إلى طريدةٍ تعلوه، ومع تقدُّم الحيوان بِالسن، تتحوَّل مخالبه من أدوات تسلُّق إلى أسلحةٍ حادَّةٍ فتَّاكة، إذ يستغني عن تسلُّق الأشجار ويُمضي بقيَّة حياته يسعى على الأرض.
تحفرُ تنانين كومودو جُحُورًا بِواسطة مخالبها وقائمتيها الأماميتين القويتين، لِتأوي إليها، وقد يتراوح عرض فُتحة الجُحر منها ما بين متر إلى 3 أمتار (3.3 إلى 9.8 أقدام)، ولمَّا كانت التنانين تنام ليلًا في هذه الجُحُور، فإنها تُحافظُ على حرارة أجسادها طيلة الليل، وبِالتالي تقل فترة تشمُّسها خِلال النهار، ويُساعد حجمها الضخم كذلك على تقليل نسبة حرارتها المفقودة. تصطادُ التنانين خِلال فترة العصر، وعندما تشتد الحرارة تحتمي في الظلال لِتتجنَّب ارتفاع درجة حرارتها بشكلٍ فائق. تقع الأماكن التي ترتادها التنانين لِلاحتماء من وهج الشمس والراحة من عناء النهار على حوافٍ صخريَّةٍ عديمة الغطاء النباتي ودائمة التعرُّض لِلنسيم البحري العليل، ويُمكن لِلمرء الاستدلال عليها بِواسطة البراز الذي تُخلِّفه التنانين. وتُستخدمُ هذه الحواف أيضًا كنقاط إشرافٍ إستراتيجيَّةٍ تكمن فيها التنانين لطرائدها من الأيائل.

### الغذاء

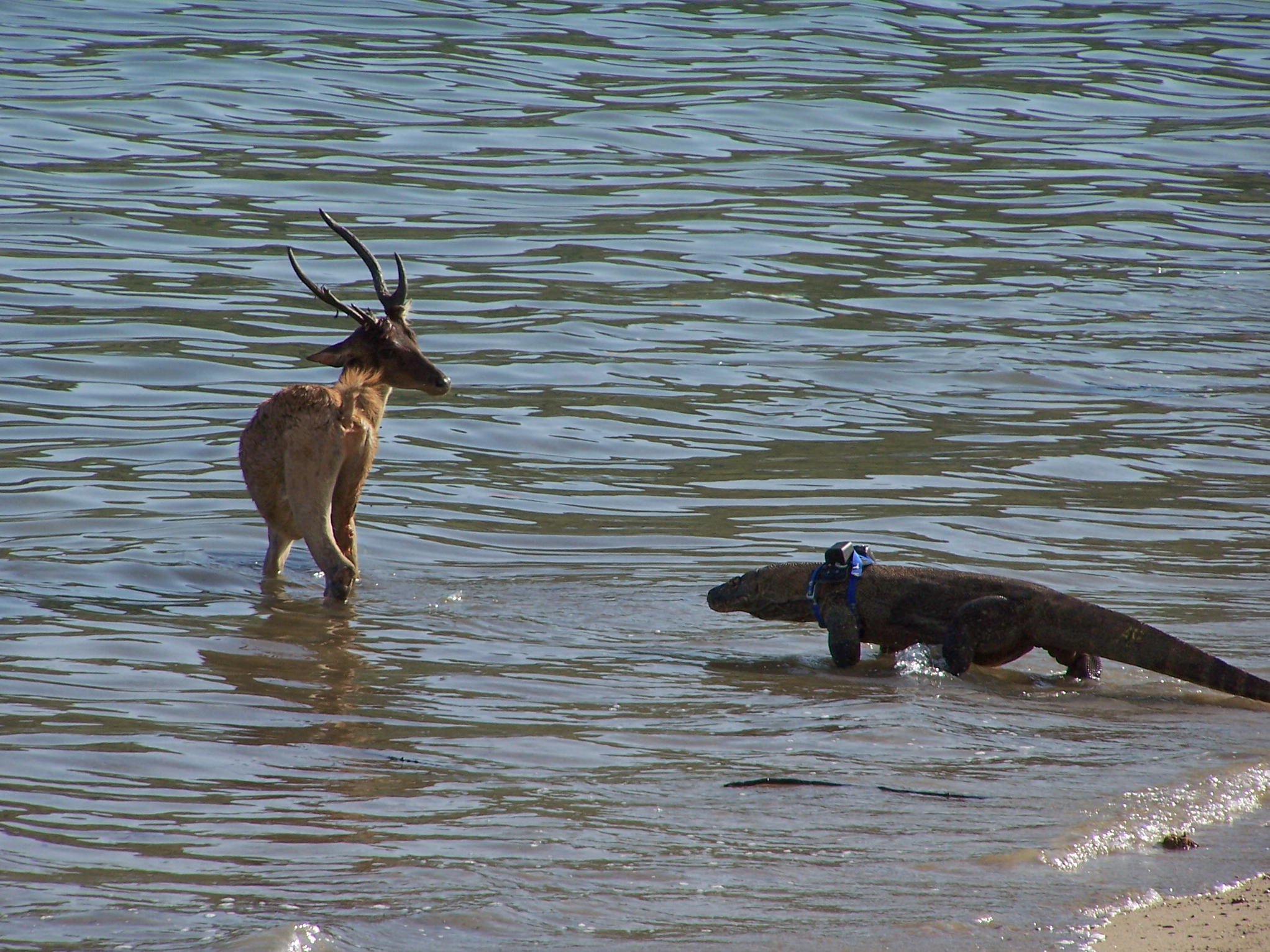
تنينٌ يتربَّص بِأيل رشأ جاويّ.

تنانين كومودو لاحمة، أي تقتاتُ على اللحم حصرًا. وعلى الرُغم من أنَّ الجيفة تُشكِّلُ أغلب قوتها، إلَّا أنها تقنُص الحيوانات الحيَّة بين الحين والآخر، فتقتربُ منها خلسةً قبل أن تضربها ضربةً قاضية. تكمنُ التنانين أيضًا لِطرائدها، فتقبعُ هادئةً لا تتحرَّك، وما أن تقتربُ منها فريسةً مُلائمة حتَّى تنقض عليها بسُرعةٍ كبيرة مُستهدفةً القسم السُفلي من جسدها أو عُنُقها. لا تسمحُ التنانين لِطرائدها بِأن تفر منها طواعيَّةً، ولو أصابتها بِجراحٍ قاتلة، بل تُحاول الفتك بها مُباشرةً من خِلال تقطيعها إربًا أو إصابتها بِجراحٍ بالغة تُنزفها حتَّى الموت. سُجِّلت بعض الحالات التي قتلت فيها تنانينٌ خنازير بريَّة خِلال ثوانٍ، وما قيل عن مُلاحقة التنانين لِطرائدها مسافاتٍ طويلةٍ يُرجَّح بأنَّهُا كانت حالاتٍ هربت فيها الطرائد من مُفترساتها بعد أن هاجمتها، ثُمَّ خرَّت صريعةً بِسبب الالتهابات التي تطوَّرت لديها نتيجة ما أُصيبت به من جُرُوح. شوهدت تنانين كومودو وهي تُفقدُ الخنازير والأيائل الضخمة اتزانها عبر ضربها بِأذيالها القويَّة. ويُمكنُ لِلتنين أن يعثر على جيفةٍ أو حيوانٍ يحتضر من على بُعد 9.5 كيلومترات (5.9 أميال)، وذلك بِواسطة حاسَّة شمِّه القويَّة.

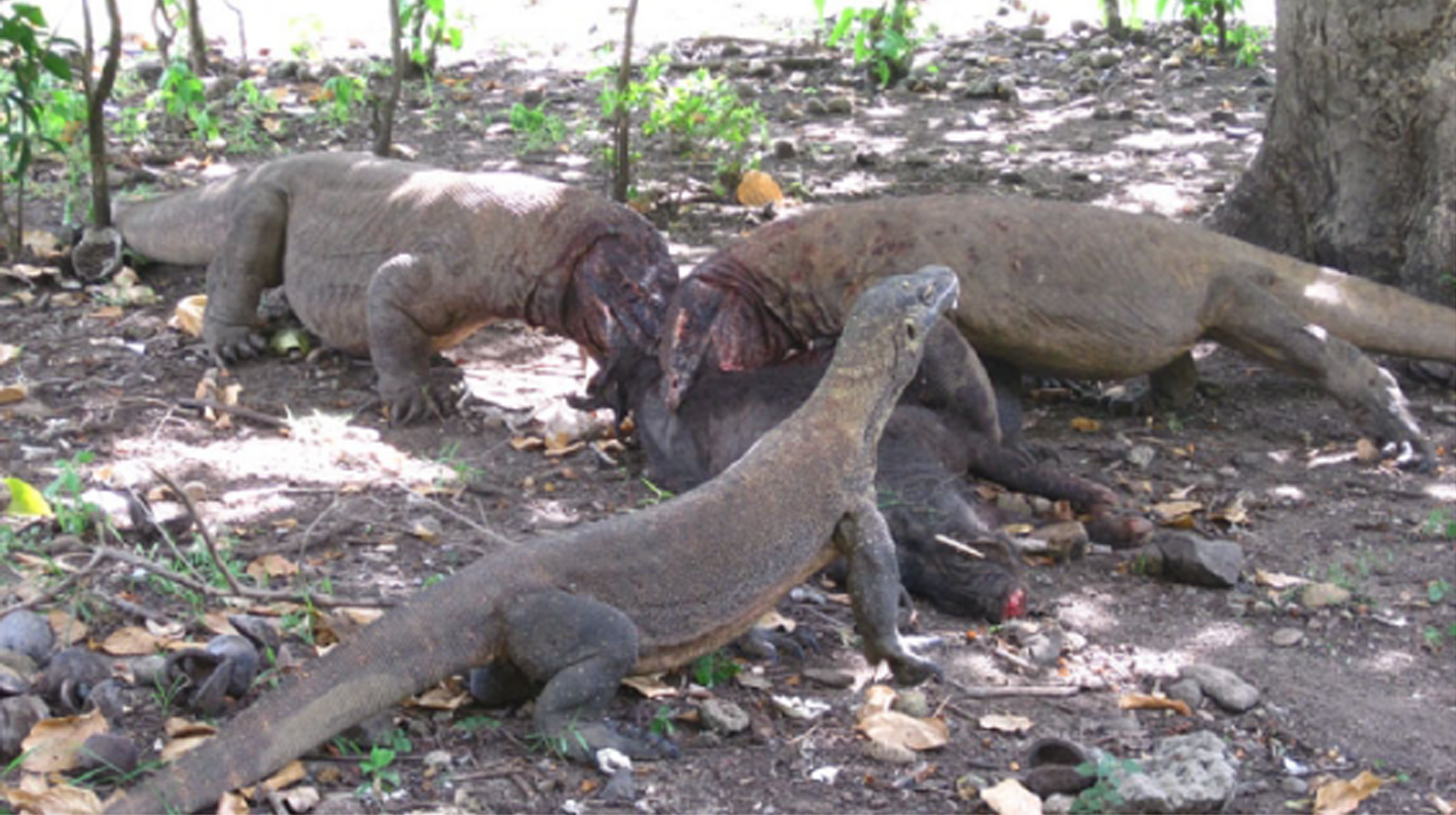
تنانين تقتات على جيفة خنزيرٍ برِّيٍ.

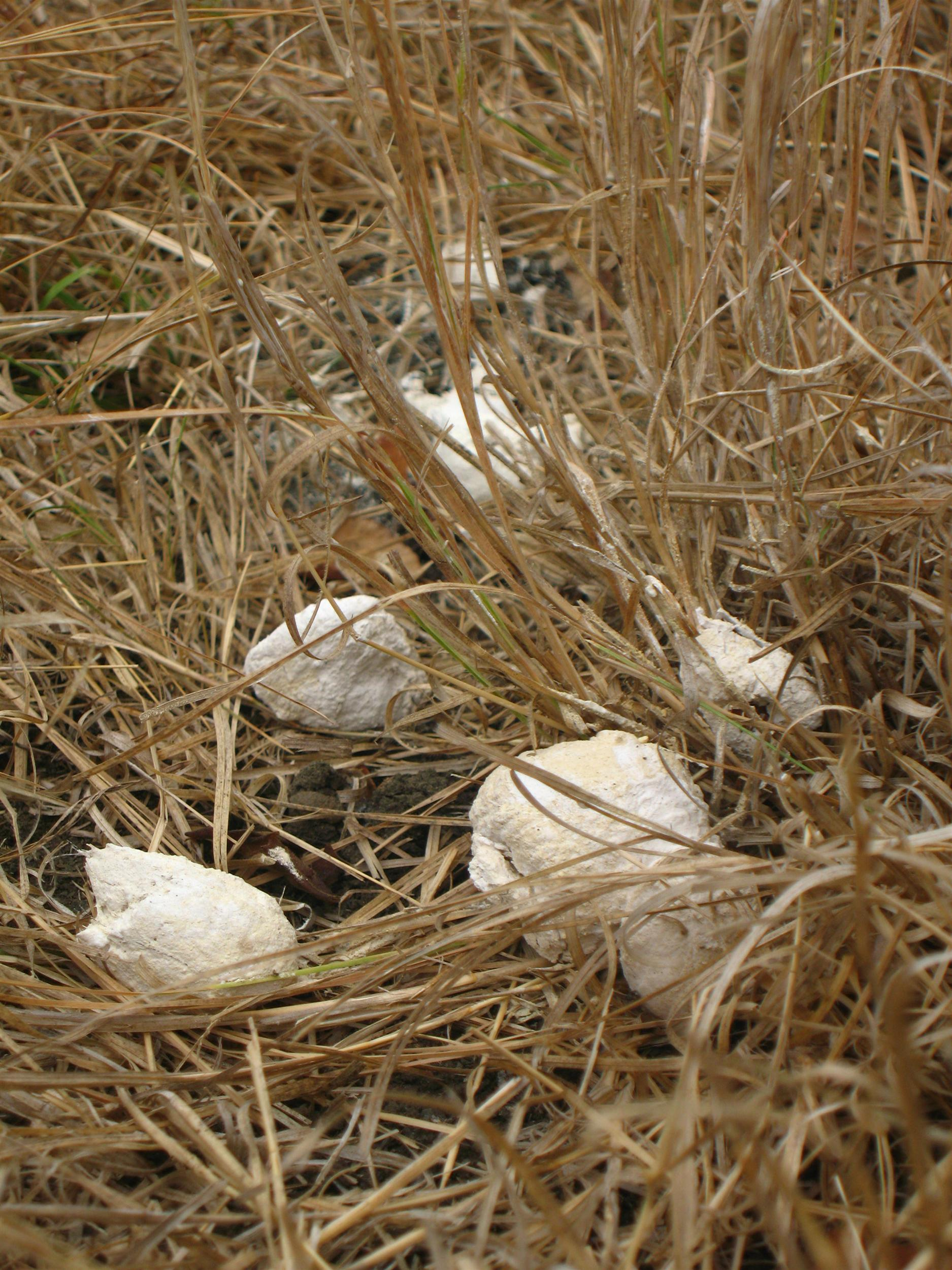
كُرياتُ براز تنين. لاحظ الأقسام الداكنة، وهي الغائط، والأقسام المبيضَّة، وهي الذراق، أي الخُلاصة النيتروجينيَّة لِكامل عمليَّتها الهضميَّة.

طريقةُ اقتيات تنانين كومودو عبارة عن تمزيق قطعٍ ضخمةٍ من لحم الذبيحة أثناء تثبيتها أرضًا بِقائمتيها الأماميتين، وابتلاع ما تُمزِّقه منها كاملًا. أمَّا في حالة الطرائد الصغيرة، التي يصلُ حجمها الأقصى لِحجم الماعز، فإنَّ التنانين تبتلعها كاملةً، يُساعدها على ذلك أفكاكها المفصليَّة الفضفاضة، وجماجمها المرنة، ومعدُها القابلة لِلتوسُّع. تتجنَّبُ التنانين في العادة المُحتويات النباتيَّة الكائنة في معد طرائدها وأمعائها، وهي تُتنتجُ كميَّةً غزيرةً من اللُعاب الأحمر تُساعدُها في ابتلاع وزلق طعامها، على أنَّ هذه العمليَّة تستغرقُ طويلًا رُغم ذلك، فابتلاع المعزاة على سبيل المِثال يستمر ما بين 15 و20 دقيقة. تُحاولُ بعض التنانين تسريع الابتلاع بواسطة ضرب الطريدة في فمها بِإحدى الأشجار، أو حشرها في فمها بِالقُوَّة، وقد يضربُ التنين طريدتهُ بِشجرةٍ بِقُوَّةٍ فائقةٍ تُسقطها أرضًا. ولِلتنين أُنبوبٌ صغيرٌ أسفل لسانه يصلُ إلى الرئتين، وهو ما يسمح لهُ بِالتنفس أثناء ابتلاعه فريسةً تسُدُّ كامل فمه.
يأكُلُ التنين الواحد كميَّةً من اللحم تصل زنتها إلى حوالي 80% من وزنه، ثُمَّ ينسحب إلى مكانٍ مُشمسٍ يقبعُ فيه لِيرفع من حرارة جسده ويُسرِّع من عمليَّة الهضم، فإنَّ اللحم لو بقي فترةً طويلة دون أن يُهضم يُمكنهُ أن يتعفَّن ويُسمم آكله. نظرًا لِأنَّ أيض هذه الحيوانات بطيءٌ لِلغاية، فإنَّ البوالغ فائقة الضخامة منها يُمكنها البقاء على قيد الحياة من خِلال الاقتيات 12 مرَّة فقط خِلال السنة. بعد تمام التهضيم، يلفظُ التنين كُتلةً من القُرُون والأسنان والشعر مُغطاة بِمخاطٍ نتن، تُعرف بِـ«البيلية المعويَّة»، وبعدها يفركُ خطمه ووجهه بِالتُراب أو الآجام لِيتخلَّص من بقايا المخاط، مما يُفيدُ بِأنَّ هذه الحيوانات تمقت رائحة إفرازاتها الجسديَّة.
تتقدَّم التنانين الأكبر لِلاقتيات أولًا، تتبعها الأصغر التي تُظهرُ سُلُوكًا هرميًّا بين بعضها البعض. يُهيمنُ الذكر الأكبر على الجيفة، وتُظهرُ بقيَّة الذُكُور خُضُوعها له عبر لُغة الجسد، بِالإضافة إلى فحيحها فحيحًا هادرًا. أمَّا بحال تساوى تنينان بِالحجم، فإنهما يتقاتلان قتالًا شبيهًا بِالمُصارعة، بحيث يهدف كُل ذكر إلى طرح الآخر أرضًا وتثبيته، وفي العادة فإنَّ الخاسر ينسحب، على أنَّ الفائز قد يقتل غريمه ويفترسه في بعض الحالات. تقتاتُ تنانين كومودو على طائفةٍ واسعةٍ من الحيوانات، بما فيها: اللافقاريَّات، والزواحف الأُخرى (بما فيها التنانين الصغيرة)، والطُيُور، والبُيُوض، والثدييات الصغيرة، والسعادين، والخنازير البريَّة، والماعز، والأيائل، والأحصنة، وجواميس الماء. أمَّا التنانين اليافعة فتقتات على الحشرات، والبيض، والأوزاغ، والثدييات الصغيرة.
تُهاجمُ التنانين البالغة البشر في بعض الأحيان، كما يُعرف عنها اقتياتها على جُثث الأموات، حيثُ سُجِّلت بضع حالاتٍ حفرت فيها التنانين قُبُورًا سطحيَّة وأخرجت الجُثَّة المدفونة فيها. وقد أدَّت عادة التنانين هذه إلى تخلِّي قسم من قرويي جزيرة كومودو عن دفن أمواتهم في التُراب، وتحوُّلهم إلى الأراضي الطينيَّة، وتكويم الحجارة فوق القُبُور في مُحاولةٍ لِردع العظايا عن نبشها. يقولُ عالم الأحياء التطوُّريَّة الأمريكي جارد دايموند أنَّ تنانين كومودو يُحتمل أن تكون تطوَّرت لافتراس جنسٍ من الأفيال القزمة كانت تعيش على جزيرة فلوريس وهي الفيلة مستورة الأسنان (Stegodon). يشربُ التنين عبر شفط المياه داخل فمه بِطريقةٍ تُسمَّى «الضخ الشدقي»، ثُمَّ يرفع رأسه ويترك المياه تنساب لِداخل حلقه.

### اللُّعاب

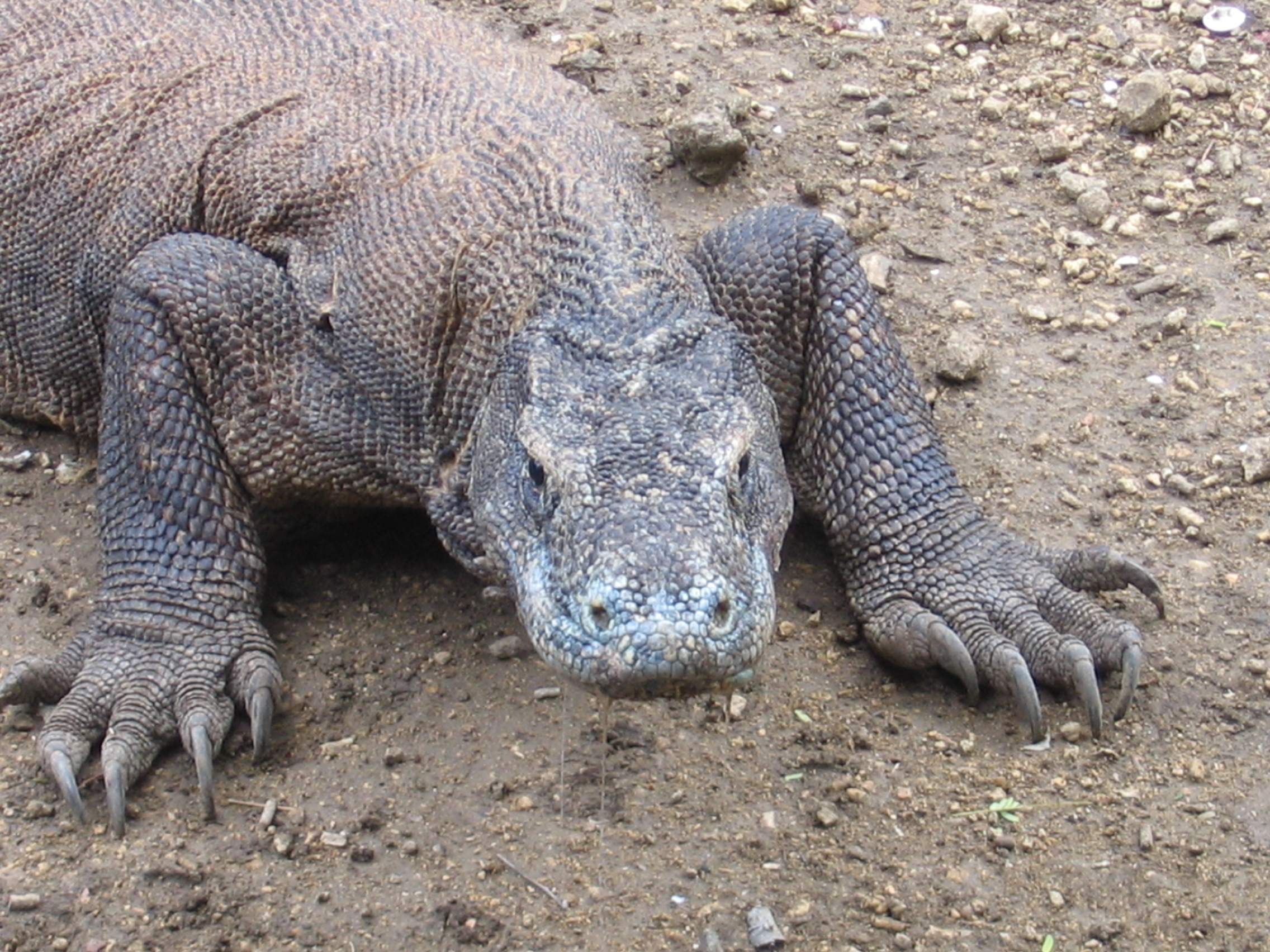
لقطة مُقرَّبة لِوجه تنين. لاحظ لُعابه السائل عند تكبير الصُورة.

اقترحت دراساتٌ سابقة أنَّ لُعاب تنانين كومودو يحوي تشكيلة بكتيريَّاتٍ خمجة تُساعدها في القضاء على طريدتها، بحيثُ تُسببُ لها تلك البكتيريا التهاباتٍ قاتلة بِمُجرَّد دُخُولها الجُرح الذي يُحدثه التنين بِعضَّته القويَّة، إلَّا أنَّ إحدى الأبحاث المنشورة سنة 2013م اقترحت بأنَّ البكتيريا الموجودة في لُعاب التنانين ليست سوى بكتيريا عاديَّة لا تختلف عن تلك الموجودة في لُعاب اللواحم الأُخرى. وقيل بأنَّ هذه الحيوانات تعتني بِنظافة أفواهها وتحرص على التخلُّص من بقايا الطعام العالق فيها بعد كُل عمليَّة اقتيات، وفي هذا المجال يقول الباحث براين فراي: «بعد انتهائها من الاقتيات، تُمضي ما بين 10 و15 دقيقة تلعق شفتيها وتفرك رؤوسها بورق الشجر لِتنظيف أفواهها... وهذا يُؤكِّد خطأ ما يعتقده الناس، من أنَّ بقايا اللحم العالقة بين أسنانها تتعفَّن وتُنتجُ بكتيريا قاتلة». كذلك، تبيَّن أنَّ هذه التنانين لا تُحدثُ جُرُوحًا عميقة في طريدتها وتتركها تهرب لِتموت بِمُفردها ثُمَّ تتعقبها لِمسافةٍ وإن طالت لِتقتات على جيفتها، كما تفعل الأصلال (جمع صِل - حيَّة خبيثة)؛ فقد أثمرت مُراقبتها من قِبل العُلماء والباحثين وهي تصطاد الأيائل والخنازير البريَّة وجواميس الماء، عن مقدرتها قتل طريدتها خِلال أقل من نصف ساعة، فتُحدثُ فيها جُرحًا عميقًا بِواسطة عضَّتها وتشُل حركتها، فتموت من الصدمة ومن غزارة النزيف.
أمَّا الطرائد التي لُوحظت وهي تحتضر بسبب خمج دمِّها فهي غالبًا من جواميس الماء، ويُمكن إيعاز هذا إلى سُلُوك الجواميس نفسها - الدخيلة على الجُزر التي تقطنها التنانين - فلمَّا يعض التنين جاموسًا ويتمكَّن الأخير من الإفلات منه بسبب ضخامة حجمه، فإنَّ غريزته تُوجهه نحو المياه للاحتماء، وما أن يفعل ذلك حتَّى يتعرَّض جُرحه إلى ما فيها من مُلوِّثاتٍ ناجمة عن كثرة براز وبول الحيوانات، فيلتهب الجُرح ويفتك بِصاحبه رُويدًا رُويدًا. اعتمدت الدراسة سالِفة الذِكر على عيِّنات لُعابٍ مأخوذة من 16 تنينًا أسيرًا (10 بوالغ وستَّة وليدة) من ثلاثة حدائق حيوان أمريكيَّة.

### العامل المناعي المُضاد لِلبكتيريا
نجح العُلماء في عزل هضمِيدٍ (پپتيد) قويٍّ مُضادٍ لِلبكتيريا من پلازما دماء تنانين كومودو، هو الهضميد «VK25»، ولمَّا حللوه ودرسوه تمكنوا من استخلاص نوعٍ قصيرٍ منه سُمي «DRGN-1»، ثُمَّ اختبروه ضدَّ الممراضات مُتعددة مُقاومة الأدوية. أظهرت النتائج الأوليَّة لِتلك الاختبارات أنَّ «DRGN-1» فعَّالٌ في القضاء على السُلالات البكتيريَّة المُقاومة لِلأدوية، وعلى بعض أنواع الفطريَّات أيضًا. وتبيَّن أنَّ أبرز مزاياه الأُخرى تحفيز الجُرُوح على الشفاء سواء كانت مُلتهبة أو غير مُلتهبة أم كانت جُرُوحًا في الأغشية الحيويَّة الرقيقة.

### السُّم

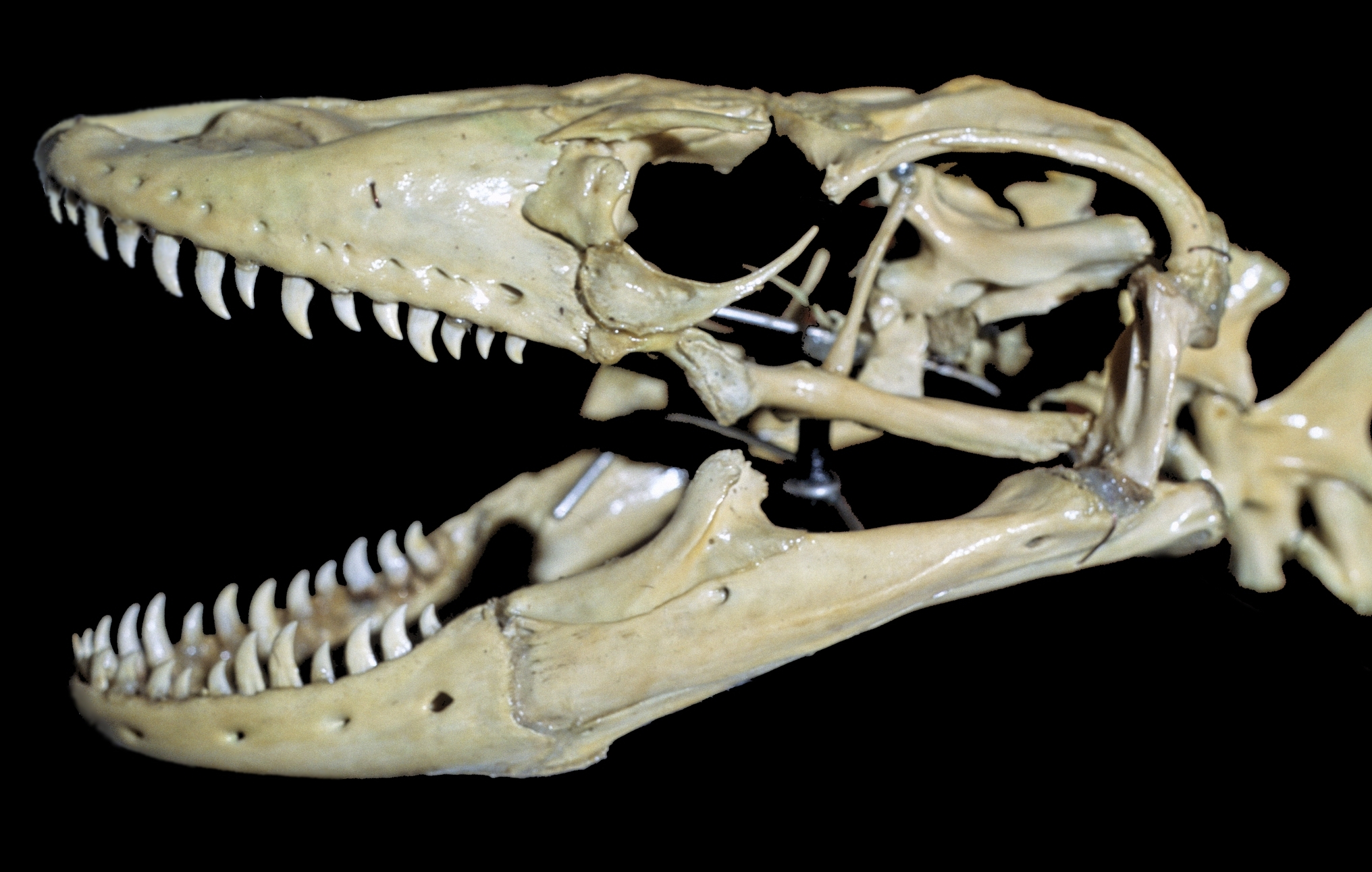
جُمجُمةُ تنين. قال بعض العُلماء أنهم اكتشفوا غُدَّتان تُفرزان پروتينات سامَّة في الفك السُفليّ منها.

في أواخر سنة 2005م، افترض باحثون من جامعة ملبورن بِأُستراليا أنَّ ورل الپرينتي (Varanus giganteus)، وغيره من الأورال والحراذين، قد تكون سامَّة إلى حدٍ ما. وقال هؤلاء الباحثون أنَّ عضَّات تلك الكائنات تُسبب تسمُمًا بسيطًا تظهر آثاره فورًا، إذ تبيَّن أنَّ أُناسٌ عُضَّت أطرافهم من قِبل أورالٍ مُخرَّمة (Varanus varius)، وتنانين كومودو، وأورال أشجار مُرقطة (Varanus timorensis)، ظهرت لديهم ذات العوارض المرضيَّة، ألا وهي: تورُّمٌ سريع في مكان العضَّة، وتجلُّطات محليَّة، وآلامٌ مُبرحةٌ في أكواعهم، وقد دامت بعض تلك العوارض عدَّة ساعات.
وفي سنة 2009م، نشر الباحثون أنفسهم دلائل إضافيَّة تُثبتُ أنَّ لِتنانين كومودو عضَّةٌ سامَّة. فقد أظهر تصوير إحدى جماجمها المحفوظة، بِواسطة الرنين المغناطيسي، وُجود غُدَّتان في الفك السُفلي، فاستخرج الباحثون إحدى تلك الغُدد من رأس تنينٍ يحتضر في حديقة حيوانات سنغافورة، وشرَّحوها لِيكتشفوا أنها تُفرزُ عدَّة أنواع مُختلفة من الپروتينات السامَّة، وتبيَّن أنَّ تأثيرات تلك الپروتينات تشتملُ على: كبح تجلُّط الدم، وتخفيض ضغطه، وشل العضلات، وحث الجسم على تخفيض حرارته، مما يُؤدي إلى إصابة الطريدة بِصدمةٍ وإغماءٍ بعد حينٍ من جرحها. نتيجة هذا الاكتشاف، شكَّك العُلماء بِالنظريَّة السابقة القائلة بِأنَّ البكتيريا في لُعاب التنانين هي ما يقتل طرائدها.
قال عُلماءٌ آخرون بأنَّ الادعاء بِوُجود غُددٍ سامَّةٍ لدى التنانين وغيرها من العظايا إنما يبخس قدر الأدوار المُتنوِّعة التي تلعبها الإفرازات الفمويَّة في التركيبة الأحيائيَّة لِلزواحف، وإنَّهُ عبارة عن نظرة ضيِّقة لِدور تلك الإفرازات ينجم عنها تفسيرٌ خاطئ لِمسار الزواحف التطُّوري. ووفق هؤلاء العُلماء، فإنَّ الإفرازات الفمويَّة عند الزواحف تُؤدي عدَّة أدوار أحيائيَّة وليس الهدف منها فقط تسهيل القضاء على الطرائد، لِذا فإنَّ القول بِسُميَّة كُل الكائنات المُنتمية إلى هذا الفرع الحيوي يُضلل الناس ويوحي بِإخطارٍ غير موجودةٍ لديها، ويحول دون تقدير المخاطر الطبيَّة الناجمة عن عضَّتها تقديرًا صحيحًا، ويُربك فهم الدور الأحيائي لِنُظم الحرشفيَّات البيوكيميائيَّة. قال أحد عُلماء الأحياء التطوُّريَّة أنَّ امتلاك العظايا لِپروتيناتٍ شبيهةٍ بِالسُمُوم في أفواهها، وإن صح، فإنها قد تُستخدمها في وظيفةٍ أُخرى، إذ أنَّ السُمَّ ليس بِالضرورة ما يُسبب الضرر لِطرائد التنانين، ولعلَّ المُسبب الأكبر لِهذا هو الصدمة والنزيف الغزير.

### التكاثر

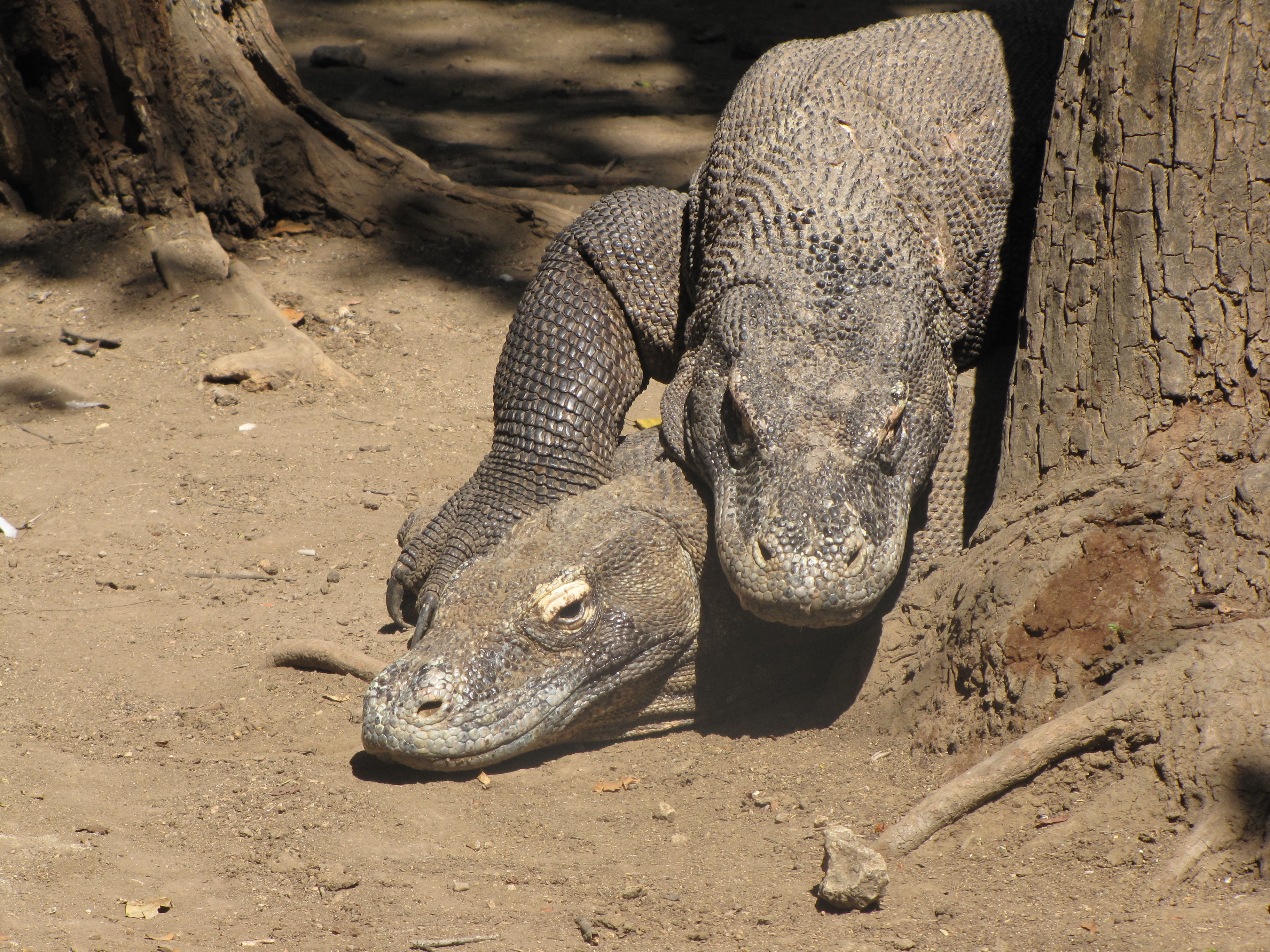
ذكرٌ وأُنثى يتزاوجان.

يبدأ موسم تزاوج التنانين ما بين شهريّ أيَّار (مايو) وآب (أغسطس)، وتضعُ الإناث بُيُوضها خِلال شهر أيلول (سپتمبر). وخِلال هذه الفترة تتقاتل الذُكُور في سبيل السيطرة على المناطق بما فيها من إناث، فيقف الخصمان على قائمتيهما الخلفيتان ويتصارعان عناقًا حتَّى يتمكن أحدهما من طرح الآخر أرضًا وتثبيته، ويُلاحظ أنَّ بعض الذكور تتقيَّأ أو تتبرَّز أثناء استعدادها لِلقتال. بعد انتصاره، يتقدَّم الذكر نافضًا لسانه نحو الأُنثى لِيحصل على معلوماتٍ حول مدى تقبُّلها لِلتزاوج. وإناثُ التنانين عدائيَّة، تُقاومُ ذُكُورها المُتوددة بِمخالبها وأسنانها خِلال مرحلة التقارب الأوليَّة، لِهذا يضطرُّ الذكر إلى تثبيت أُنثاه تثبيتًا تامًّا أثناء الجماع كي لا يتأذَّى. من حركات التودد الأُخرى التي تُبديها الذُكُور: فرك ذُقُونها على جسد إناثها، وخدشها خدشًا عنيفًا على ظُهُورها، ولعقها. يقع الجماع عندما يُدخل الذكر أحد عضويه في مذرق الأُنثى. وتنانين كومودو حيوانات أُحاديَّة التزاوج - في بعض الحالات - ويُشكِّلُ الأليفان «رابطةً زوجيَّة»، وهذا سُلُوكٌ نادرٌ بين الزواحف.
رُغم أنَّ غالبيَّة الإناث تضع بُيُوضها خِلال شهر أيلول (سپتمبر)، إلَّا أنَّ هُناك قسمًا منها يفعلُ ذلك خِلال شهر آب (أغسطس)، وقد تستخدم عدَّة أشكال من الأعشاش لِحضن البيض؛ فقد أظهرت إحدى الدراسات أنَّ 60% منها تختار وضع بُيُوضها في ركم دجاج الآجام بُرتُقالي الساقين، وأنَّ 20% تُفضِّلُ وضعها في أعشاشٍ أُفحوصيَّة على مُستوى الأرض، بينما تُفضِّلُ 20% أُخرى وضعها في المناطق الهضابيَّة. تحفرُ الإناث عدَّة أعشاش مُزيَّفة لِتضليل التنانين الأُخرى الساعية وراء افتراس بيضها. يصلُ مُعدَّل البيض في الفقسة الواحدة إلى 20 بيضة إجمالًا، وتتراوح فترة حضنها ما بين 7 إلى 8 أشهر في العادة. والفقسُ عمليَّةٌ مُرهقةٌ لِلتنانين الوليدة، التي يكسرُ كُلٌ منها قشرة البيضة التي تحويه باستخدام سنٍ صغيرة سُرعان ما تسقط بعد فقسه بِفترةٍ قصيرة. قد تقبعُ الصغار في قشر بُيُوضها عدَّة ساعات بعد الفقس قبل أن تشرع بِشق طريقها خارج العُش، وخِلال هذه المرحلة من حياتها تكون عديمة الحيلة، وعُرضة لافتراس التنانين الكبيرة وبعض الطُيُور والضواري الأُخرى. وصل طُول 16 تنينًا وليدًا من فقسةٍ واحدةٍ إلى 46.5 سنتيمترات، وبلغت زنة كُلٌ منها 105.1 من الغرامات.
تُمضي التنانين الصغيرة مُعظم سنوات حياتها الأولى في الأشجار، حيثُ تكون في مأمنٍ نسبيٍّ من الضواري، بما فيها التنانين البالغة التي لا تتوارى عن أكل بني جنسها، حيثُ تُشكِّلُ صغارها ما نسبته 10% من غذائها. يُحتمل أنَّ أكل لحم بني الجنس يحمل في طيَّاته فوائد لِلتنانين البالغة بحيثُ يُحافظُ على أحجامها الضخمة، إذ أنَّ الطرائد مُتوسطة القد نادرة في مواطن هذه الحيوانات، فتكون التنانين الصغيرة طرائد مُغرية لها لا سيَّما وأنَّ الفتك بِالطرائد الكبيرة عمليَّة خطرة قد تؤدي إلى إصابة التنين بِجُرُوحٍ وكُسُور. يُلاحظ أنَّ الصغار لمَّا تقتربُ من إحدى الجيف فإنها تتمرَّغ في البراز الملفوظ من أمعائها، وقد تدخل فيها، في سبيل ترك رائحةً وآثارًا مُنفرة على أجسادها تحول دون افتراس أقاربها الكبيرة لها. تصلُ تنانين كومودو مرحلة البُلُوغ في الثامنة أو التاسعة من عُمرها، وقد تُعمِّر حتَّى 30 سنة.

#### التوالد العُذري

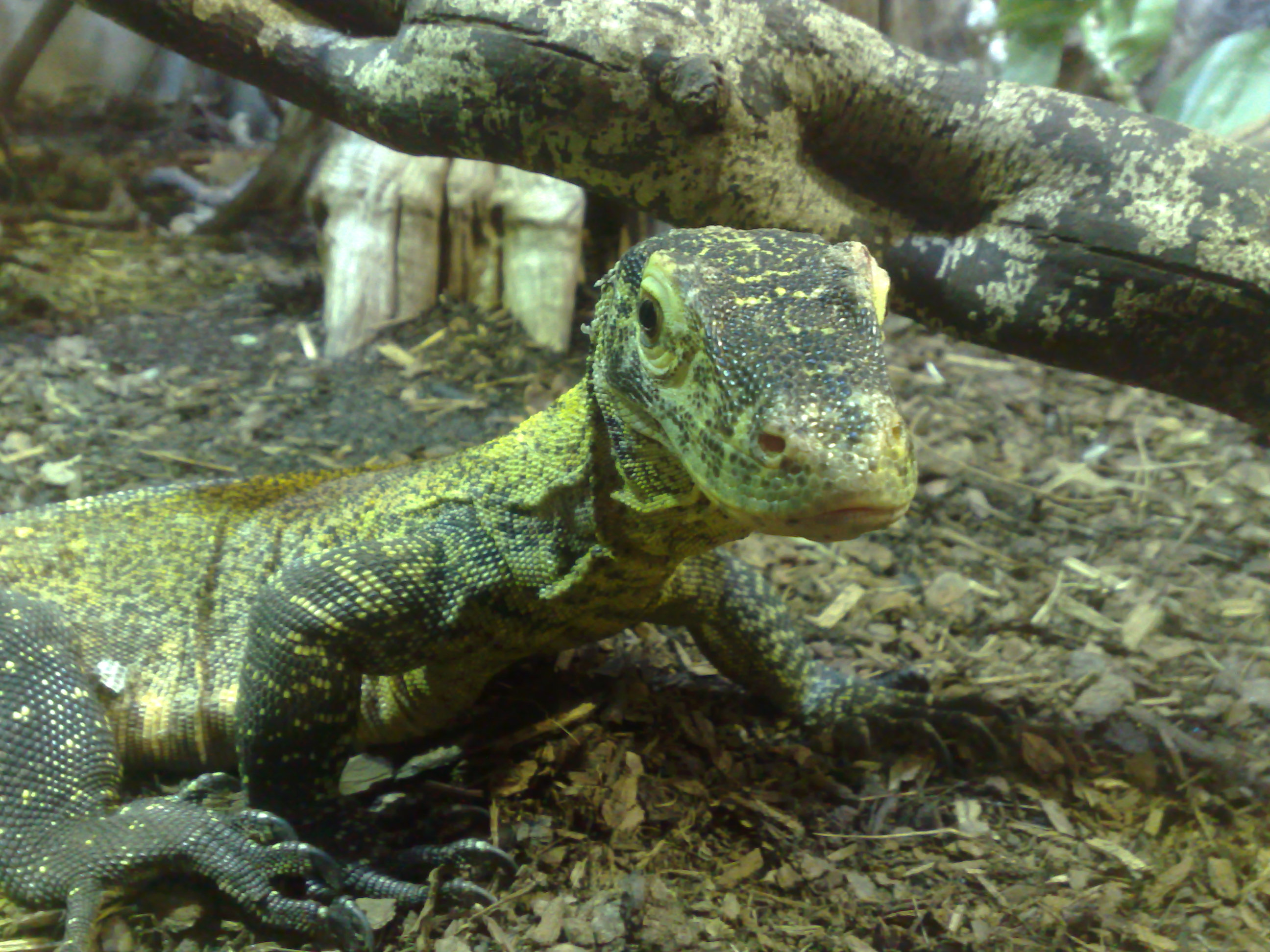
فرخُ تنين كومودو وُلد عُذريًّا، في حديقة حيوانات تشستر، بإنگلترا.

خِلال سنة 2005م، وضعت إحدى التنينات الأسيرة في حديقة حيوانات لندن حضنةً من البيض رُغم أنها لم تُجمع بِذكرٍ طيلة سنتين. اعتقد العُلماء بدايةً أنها كانت تختزنُ خلايا منويَّة حيَّة مُنذُ جماعها الأخير مع إحدى الذُكُور، وهذا تكيُّفٌ أحيائيّ عند بعض الحيوانات يُعرف بِـ«تعدد الإخصاب». وفي 20 كانون الأوَّل (ديسمبر) 2006م، أعلنت حديقة حيوانات تشستر بِإنگلترا أنَّ إحدى تنيناتها الأسيرة وضعت حفنة بُيُوضٍ غير مُخصَّبة، لِتكون ثاني أُنثى تفعل ذلك، وقد تكوَّنت الحضنة من 11 بيضة، منها سبعةٌ فُقست، وأنتجت ذُكُورًا. أجرى عُلماءٌ من جامعة ليڤرپول اختباراتٌ مورثيَّة (جينيَّة) على ثلاثة بُيُوضٍ من تلك المذكورة، فسُدت بِمُجرَّد نقلها إلى حضَّانة اصطناعيَّة، وتبيَّن لهم أنَّ الوالدة، وهي أُنثى حديقة حيوانات تشستر، لم تُجامع أي ذكر قبلًا، كما ظهر أنَّ حالة أُنثى حديقة حيوانات لندن مُطابقة لِحالة الأُنثى سالِفة الذِكر. وفي 31 كانون الثاني (يناير) 2008م، أعلنت حديقة حيوانات مُقاطعة سيجويك الواقعة بِمدينة ويتشيتا بِولاية كانساس الأمريكيَّة أنَّ إحدى تنيناتها وضعت بيضًا دون أن تتزاوج مع ذكرٍ، فكانت تلك أولى حدائق الحيوان التي تُوِّثقُ التوالُد العُذري عند تنانين كومودو في الولايات المُتحدة. وقالت إدارة الحديقة أنَّ لديها أُنثيان بالغتان، وضعت إحداهما 17 بيضة خلال يوميّ 19 و20 أيَّار (مايو) 2007م، على أنَّ بيضتان فقط احتُضنتا وفقستا، بينما تقرر عدم تفقيس ما تبقَّى منها لِضيق مساحة الحظيرة التي تُحفظ بها التنانين؛ وقد فقست أولى تلك البُيُوض يوم 31 كانون الثاني (يناير) 2008م، بينما فقست الأُخرى يوم 1 شُباط (فبراير)، وكان نتاجها ذكرين.
تمتلكُ تنانين كومودو نظامًا صبغيًّا (كروموسومًّا) من فئة ZW لِتحديد أجناس مواليدها، عكس نظام XY عند الثدييَّات. ولمَّا كانت الإناث الأسيرة المُنجبة دون تزاوج سالِفة الذِكر، قد أنجبت ذُكُورًا، فهذا يُثبت أنَّ بُيُوضها غير المُخصَّبة فردانيَّة الصيغة الصبغيَّة (n) ثُمَّ تضاعفت صبغيَّاتها فيما بعد (2n)، عبر تخصُّبها بِجسمٍ قُطبيٍّ أو عبر ازدواجها دون وقوع انقسامٍ خلويٍّ، عوض أن تكون قد وُضعت مُضاعفة الصبغيَّات عبر انقسامٍ مُنصفٍ اخُتزل في مبيضاتها. عندما تُنجبُ إحدى التنينات ذات الصبغيَّات الجنسيَّة من فئة ZW بِهذه الطريقة، فإنها تُزوِّدُ ذُريَّتها بِصبغيٍّ واحدٍ فقط من كُلِّ زوجٍ من الصبغيَّات، بما فيها إحدى صبغيَّتاها الجنسيَّة، وطقمُ الصبغيَّات الفرديّ هذا يتضاعف بِداخل البيضة التي تتكوَّن وتتطوَّر بكريًّا دون جماع. تُنتجُ البُيُوض المُتلقية صبغيَّة Z ذُكُورًا (ZZ) بينما لا تُنتج البُيُوض المُتلقية صبغيَّة W أيَّة صغار (WW)، مما يُفسِّر سبب ولادة الذُكُور فقط عُذريًّا في هذه الكائنات.
افترض بعض العُلماء أنَّ هذا التكيُّف التكاثُري يسمحُ لِلتنانين باستغلال واستيطان مناطق معزولة تُعاني من وُجود فجوةٍ بيئيَّةٍ أحيائيَّة، كالجُزُر على سبيل المِثال، فبهذه الطريقة يُمكنُ لِأُنثى وحيدة أن تُنجب ذُريَّة من الذُكُور تتناسل مع بعضها عند نُضُوجها فتُنتجُ ذُريَّةً جديدةً من الذُكُور والإناث على حدٍ سواء، فيُصبحُ لِتلك المنطقة جمهرة تنانين قابلة لِلبقاء والاستمرار ولعب دور المُفترس الرئيسي فيها. رُغم إيجابيَّات هكذا تكيُّف، فإنَّ حدائق الحيوان تخشاه وتقول أنَّهُ يضُر بِالتنوُّع المُورثي (الجيني) لِتنانينها.

## الهُجُوم على البشر

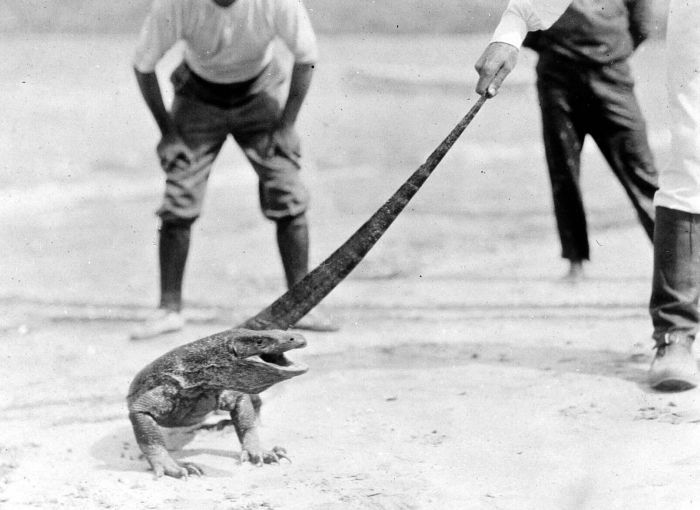
رجالٌ يُمسكون بِتنينٍ يافعٍ من ذيله.

قلَّما يتعرَّض البشر لِهجمات هذه العظايا العملاقة، علمًا بِأنها تسببت بِوفاة عدَّة أشخاص في البريَّة وحدائق الحيوان على حدٍ سواء، عندما هاجمتهم. تُشيرُ بعض البيانات الصادرة عن إدارة مُنتزه كومودو الوطني، أنَّهُ خلال الفترة المُمتدَّة بين سنتيّ 1974 و2012م (38 سنة)، وُثِّق 24 هُجُومًا من التنانين على البشر، منها 5 هجماتٍ قاتلة، وأنَّ مُعظم الضحايا كانوا من القرويين سكنة مُحيط المُنتزه. من أبرز الهجمات المُوثقة:
- سنة 2001م، هاجم تنينٌ الصحفي الاستقصائي الأمريكي فيل برونستين، الزوج الأسبق لِلمُمثلة شارون ستون، في حديقة حيوانات لوس أنجلوس.[65]
- سنة 2007م، قتل تنينٌ صبيٌّ صغير يبلغ من العُمر 8 سنوات، على جزيرة كومودو.[65]
- سنة 2008م، جنح 5 غوَّاصون على شاطئ جزيرة رنكة، فهاجمتهم عدَّة تنانين على مدى يومين، إلى أن أنقذتهم إحدى السُفن الإندونيسيَّة وحملتهم إلى بر الأمان.[65]
- سنة 2009م، قُتل أحد سكنة جزيرة كومودو، واسمه مُحمَّد أنور، على يد تنينين. كان أنور البالغ من العُمر 31 سنة يعمل في قطف السفرجل الهندي من على الأشجار حينما سقط، فهرع إليه التنينان وقتلاه.[65]
- سنة 2009م، دخل تنينٌ إلى مكتب أحد المُرشدين السياحيين على جزيرة رنكة، وكمن له تحت طاولته، ثُمَّ انقضَّ عليه لمَّا دخل المكتب، فأصابهُ بِجُرُوحٍ عديدة، لكنَّهُ نجا منها.[65]
- في شهر أيَّار (مايو) 2017م، هوجم سائحٌ سنغافوريّ يبلغ من العُمر 50 سنة، على جزيرة كومودو، وعلى الرُغم من نجاته، إلَّا أنَّ ساقه اليُسرى أُصيبت إصابةً بالغة.[66]

## خطر الانقراض

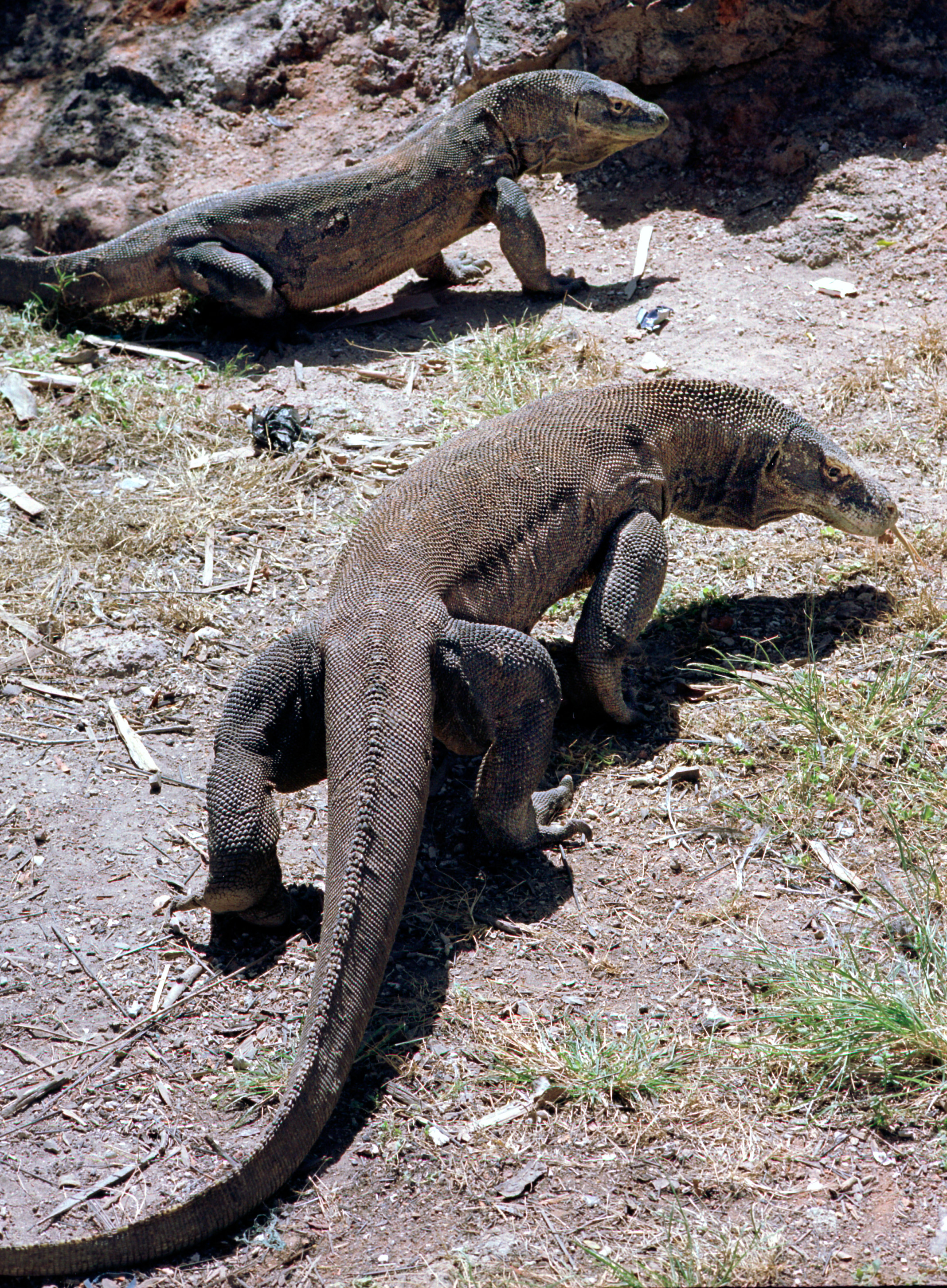
تنين كومودو على شاطئ جزيرة رنكة.

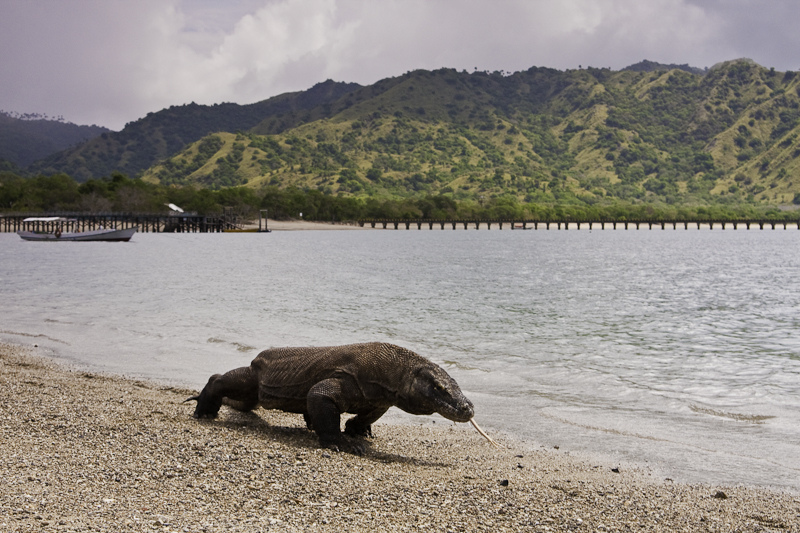
تنينٌ يسرح على إحدى الشواطئ في مُنتزه كومودو الوطني خلال شهر تشرين الثاني (نوڤمبر) 2010.

يعتبرُ تنين كومودو نوعاً مُعرَّضًا لخطر الانقراض بدرجة دُنيا، بحسب القائمة الحمراء للأنواع المهددة بالانقراض. تأسَّس متنزه كومودو الوطني في عام 1980م لحماية تنانين كومودو في عددٍ من الجزر التي يسكنها، ومن ضمنها كومودو ورنكة وپدار. وقد افتُتِحَت لاحقًا محميَّتا واي وُول ووُولو تادو على جزيرة فلوريس لِلمُساعدة في حماية تنين كومودو.
تتجنَّب تنانين كومودو مُلاقاة البشر. تميلُ التنانين صغيرةُ السنّ لأن تبتعد أكثر عن البشر، وهي تهربُ بسرعة إلى مخبأ في حال اقتراب إنسانٍ منها لمسافة أقل من 100 متر. كما تتراجعُ التنانين البالغة عند مقابلة إنسان إذا كانت المسافة أقلَّ من ذلك. وإذ استُثِيرَ تنين كومودو فقد يكونُ ردّ فعله عنيفًا، إذ يفرجُ عن فمه ويصدرُ هسهسةً ويُلوِّحُ بذيله. وإذا أُثِيرَ إزعاجه بعد ذلك فقد يهاجمُ بالعضّ بأسنانه. وتوجد بعضُ الحكايات عن حوادثَ هاجمت فيها تنانين كومودو أشخاصًا أو قتلتهم، إلَّا أنَّ معظمَ هذه القصص إما أنَّها غير مُوثَّقة أو أنَّها جاءت كنتيجةٍ لحاجة التنين للدِّفاع عن نفسه. فمن النادر جدًا أن يحدثَ هجومٌ من تنين كومودو دون استثارةٍ مقصودة، حيث أنَّ هذه التنانين فقدت خوفها من البشر.
يعتبرُ تنين كومودو حاليًا معرَّضًا لخطر الانقراض بالحدّ الأدنى بسبب عوامل عديدة، منها الزلازل والحرائق وتدمير البيئة ونقصُ الفرائس بسبب الصيد والصيدِ غير القانوني لتنّنين كومودو نفسه. ووفقًا للملحق الأول من اتفاقية سايتس (معاهدة التجارة العالمية لأصناف الحيوان والنبات البري المهدد بالانقراض)، تعتبرُ المتاجرة بجلود تنانين كومودو أو أيّ منتجٍ مشتقّ منها مُحرَّمة قانونًا.
أحصيَ عددُ تنانين كومودو المتواجدة في البرية بـ3,222 فردٍ في عام 2013م، ولكنَّها تناقصت إلى 3,092 تنينًا في عام 2014، و3,014 في عام 2015م. وقد ظلَّ عددُ التانين مستقرًا نسبيًا على الجزيرتين الرئيسيَّتين (وهما كومودو ورنكة)، بينما تقلَّص على الجزر الصّغرى مثل نوسا كود وگيلي موتانگ، والسَّببُ الغالب هو نقصُ أعداد الحيوانات التي تتغذَّى عليها.
وقد انقرضت جمهرةٌ سابقة من التنانين على جزيرة پدار، حيثُ شوهد آخر تنّنين منها في سنة 1975م. ومن المفترضِ بين الباحثين أن التنانين انقرضت من جزيرة پدار كنتيجة مباشرةٍ لانقراض معظم الكائنات التي تأكلُها بسبب صيدها من البشر.

### في الأَسْر

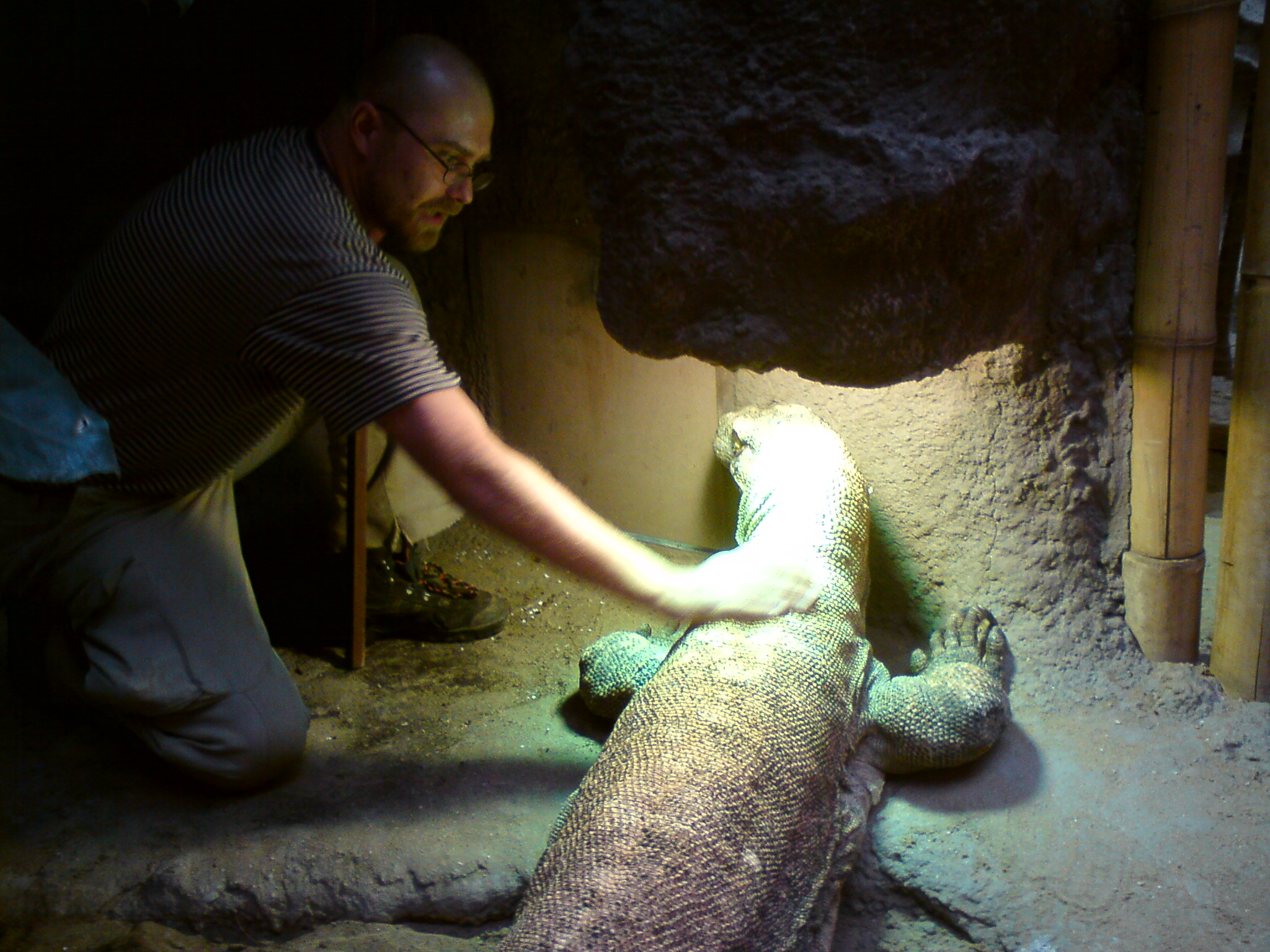
تنينٌ مع حارسه.

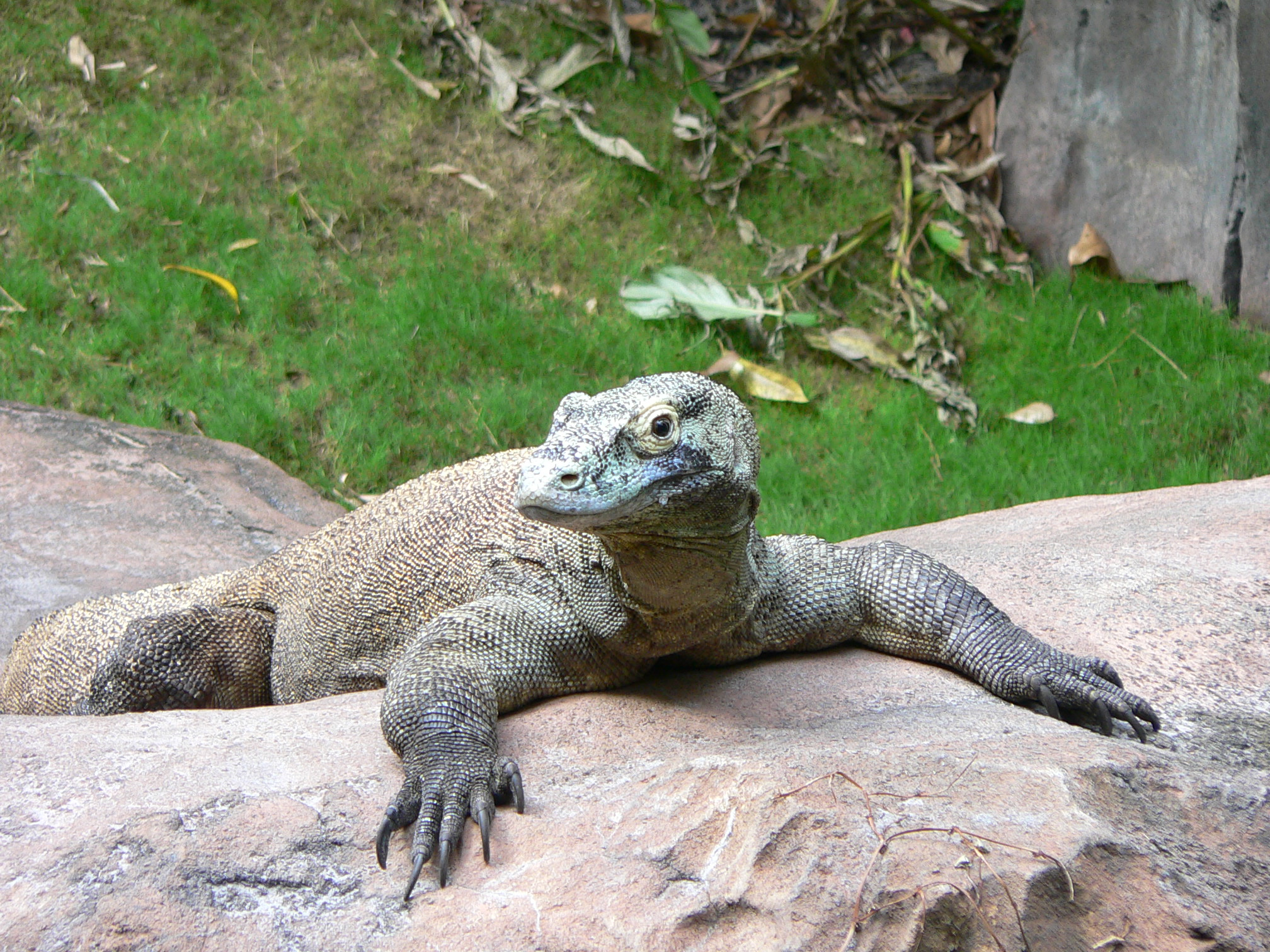
تنينٌ أسير في مملكة حيوانات ديزني.

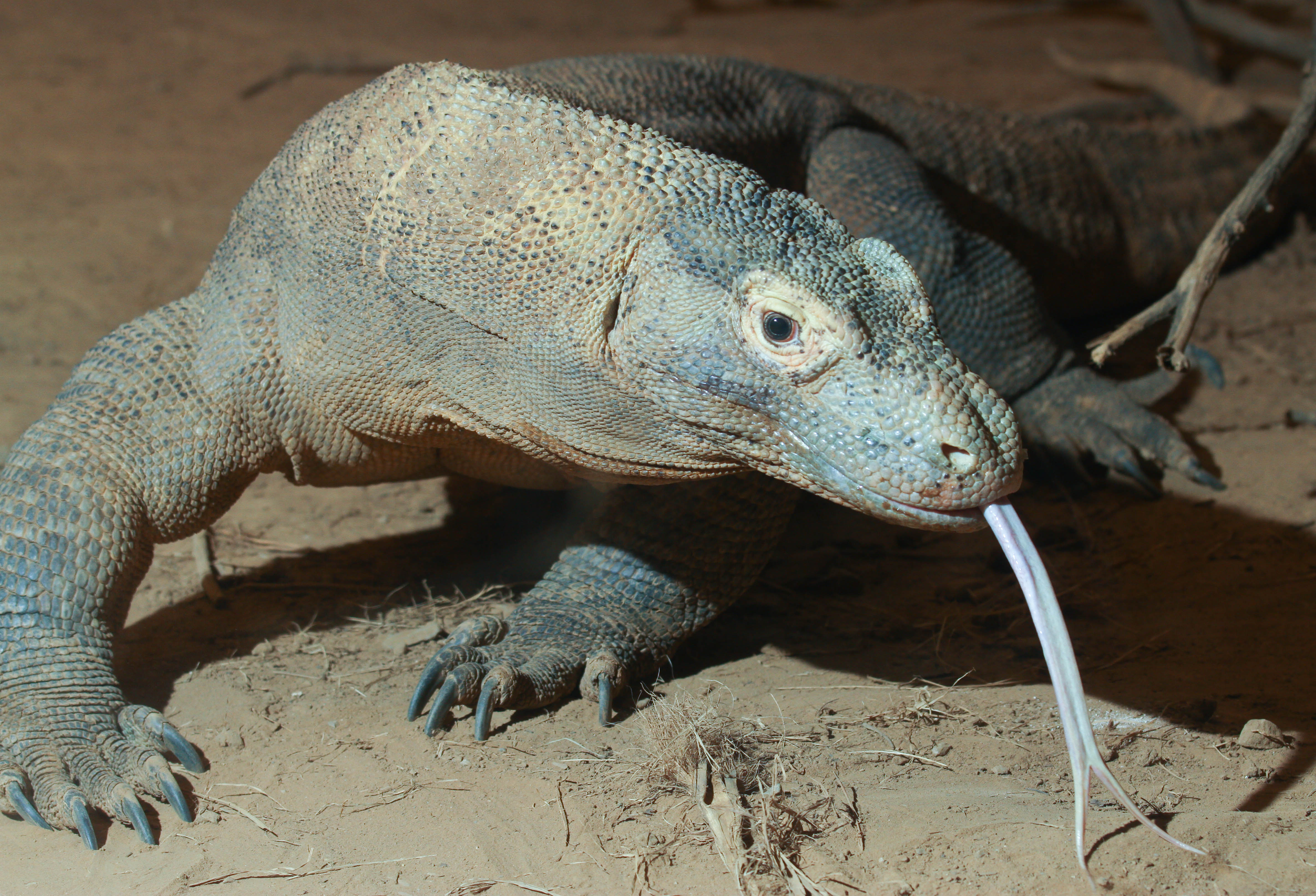
تنينٌ في حديقة حيوان سينسيناتي.

لطالما كانت تنانين كومودو مرغوبةً في حدائق الحيوان، حيثُ يلفتُ حجمها وشهرتها أنظار الزوَّار. إلا أنَّه من النادر الاحتفاظُ بهذه الزواحف في الأسر لأنَّها حساسة للأوبئة والطفيليَّات بعد أخذها من البرية، كما أنَّها تتكاثرُ ببطء. في شهر أيَّار (مايو) سنة 2009م، كان يوجد 13 مركزًا وحديقة حيوان تأوي تنانين الكومودو في أوروپَّا، واثنان في أفريقيا، و35 في أمريكا الشماليَّة، وواحدٌ في سنغافورة، واثنان في أستراليا.
عُرِضَ أول تنين كومودو في حديقة حيوانات لندن في عام 1927م. وقد عُرِضَ تنين مماثلٌ في حديقة الحيوانات الوطنية بمدينة واشنطن عاصمة الولايات المتحدة عام 1934م، ولكنه لم يبقَ على قيد الحياة إلَّا لعامَيْن. وقد بُذِلَت محاولات أخرى لحِفْظ تنين كومودو في حدائق للحيوان، إلا أنَّ فترة حياة هذا الحيوان قصيرة جدًا بحيثُ لم تساعد على ذلك، فهو لا يعيشُ لأكثر من خمس سنواتٍ وسطيًا في حدائق الحيوان. ساعدت الدراسات التي أجراها وُولتر أَوْفِنبرغ، والتي نشر نتائجها في كتابه «سلوكيات ورل كومودو في علم البيئة» (بالإنجليزية: The Behavioral Ecology of the KomodoMonitor)، على التوصّل لطرقٍ أكثر نجاحاً لإكثار تنانين كومودو في الأسر.
لاحظَ الباحثون عددًا من السلوكيات التي تظهرها تنانين كومودو دومًا أثناء بقائها في الأَسْر. ففي معظم الأحوال يمكن ترويضُ هذه الحيوانات بسرعة كبيرة، وهي قادرةٌ على تمييز كلّ شخصٍ عن الآخر وعلى معرفة واحدٍ من رعاتها دون الآخر. وقد لُوحِظَ في تنانين كومودو أيضًا أنَّها تحبّ اللعب بالعديد من الأشياء، مثل المجاريف وعلب الطعام والحلقات البلاستيكية والأحذية، ولا يبدو أنَّ سلوكها هذا ناجمٌ عن محاولة بحثٍ عن الطعام.
حتى ولو كان تنين كومودو يبدو هادئًا ومنضبطًا معظم الوقت، فمن الممكن دومًا أن يُستَثَار بصورةٍ مفاجئة خصوصًا ولو اقتحمَ شخصٌ غير معروف منطقته. في شهر حُزيران (يونيو) عام 2001م، سبَّب تنين كومودو إصابةً خطرةً لفيل برونستين (والذي كان - آنذاك - زوج الممثّلة شارون ستون) عندما دخلَ إلى قفص التنين في حديقة حيوانات لوس أنجلوس بناءً على دعوةٍ من الحارس. وقد عضَّ التنين قدم برونستين العارية لأنَّ الحارس طلبَ منهُ خلعَ حذائه وجواربه (وذلك لظنِّ الحارس أن لون الجوارب قد يُثِيرُ التنين، لأنه مماثلٌ للون الجرذان البيضاء التي يطعمُهَا لهُ عُمَّال الحديقة). وقد نجحَ برونستين بالهرب من التنين، ولكنه اضطرَّ لإجراء عملية جراحية أُعِيدَ خلال توصيل عِدَّة أوتارٍ في قدمه.

### الإتجار غير القانوني بِالتنانين
تردُ تقارير بين الحين والآخر تُفيدُ بِوُقوع بعض عمليَّات الإتجار غير القانوني بِهذه التنانين. من ذلك مُحاولة ضبطتها الشُرطة الإندونيسيَّة خلال شهر آذار (مارس) 2019، عندما وصلت تقارير تُفيد بِوُجُود شبكة إجراميَّة في مدينة سورابايا في جاوة الشرقيَّة تُحاول تهريب عدَّة تنانين خارج البلاد، ولمَّا حققت الشُرطة بِهذا الخبر، أوقعت في أسرها مجموعة من الأشخاص تبيَّن أنَّهم كانوا يُحاولون تهريب 41 تنينًا صغيرًا وشحنها إلى عدَّة دولٍ أُخرى في جنوب شرق آسيا عبر سنغافورة، لِيُباع الواحد منها بِحوالي 500 روبيَّة (حوالي 35,000 دولار أمريكي). وقالت الشُرطة أنَّ الحيوانات هُرِّبت انطلاقًا من مُحافظة نوسا تنقارا الشرقيَّة عير ميناء مدينة إنديه، في جزيرة فلوريس.

### بِلُغاتٍ أجنبيَّة
1. 1 2 3 4 5  Hocknull SA، Piper PJ، van den Bergh GD، Due RA، Morwood MJ، Kurniawan I (2009). "Dragon's Paradise Lost: Palaeobiogeography, Evolution and Extinction of the Largest-Ever Terrestrial Lizards (Varanidae)". PLoS ONE. ج. 4 ع. 9: e7241. Bibcode:2009PLoSO...4.7241H. DOI:10.1371/journal.pone.0007241. PMC:2748693. PMID:19789642.{{استشهاد بدورية محكمة}}:  صيانة الاستشهاد: دوي مجاني غير معلم (link)
2. ↑  P. A. Ouwens (1912). "On a large Varanus species from the Island of Komodo". Bulletin du Jardin Botanique de Buitenzorg (بالإنجليزية). ser. 2, no. 6: 3. ISSN:0215-8906. QID:Q122849047.
3. 1 2  Ouwens، Pieter Antonie (1912). "On a large Varanus species from the island of Komodo". Bulletin de l'Institut botanique de Buitenzorg. 2. ج. 6: 1–3. مؤرشف من الأصل في 2019-07-05. اطلع عليه بتاريخ 2017-03-06.
4. 1 2  (بالفرنسية والإنجليزية) مرجع نظام المعلومات التصنيفية المتكامل (ITIS) : TSN {{{1}}}
5. 1 2 3 4 5 6  Ciofi، Claudio (2004). Varanus komodoensis. Bloomington & Indianapolis: Indiana University Press. ص. 197–204. ISBN:0-253-34366-6. مؤرشف من الأصل في 2022-05-13. {{استشهاد بكتاب}}: تجاهل المحلل الوسيط |عمل= (مساعدة)
6. 1 2 3  Chris Mattison (1992) [1989]. Lizards of the World. New York: Facts on File. ص. 16, 57, 99, 175. ISBN:0-8160-5716-8.
7. ↑  Burness G، Diamond J، Flannery T (2001). "Dinosaurs, dragons, and dwarfs: The evolution of maximal body size" (Free full text). Proceedings of the National Academy of Sciences of the United States of America. ج. 98 ع. 25: 14518–23. Bibcode:2001PNAS...9814518B. DOI:10.1073/pnas.251548698. ISSN:0027-8424. PMC:64714. PMID:11724953.
8. 1 2 3  Tim Halliday (Editor), Kraig Adler (Editor) (2002). Firefly Encyclopedia of Reptiles and Amphibians. Hove: Firefly Books Ltd. ص. 112, 113, 144, 147, 168, 169. ISBN:1-55297-613-0. مؤرشف من الأصل في 2022-04-11. {{استشهاد بكتاب}}: |مؤلف= باسم عام (مساعدة)
9. ↑  Markus Makur, 'Giant lizard attack: Komodo dragon bites elderly woman on Rinca island', The Jakarta Post, 13 October 2012. 2 hospitalised in Indonesia after Komodo attack' نسخة محفوظة 20 March 2015 على موقع واي باك مشين., The Jakarta Post, 7 February 2013.
10. ↑  Varanus komodoensis. Mampam.com (24 August 2007). Retrieved on 8 August 2012. نسخة محفوظة 07 يوليو 2018 على موقع واي باك مشين.
11. 1 2
12. ↑  UNESCO: Advisory Body Evaluation, retrieved 2 February 2010 نسخة محفوظة 26 أكتوبر 2012 على موقع واي باك مشين.
13. 1 2 3 4 5 6 7 8  Ciofi, Claudio (مارس 1999). "The Komodo Dragon". Scientific American. ج. 280 ع. 3: 84–91. Bibcode:1999SciAm.280c..84C. DOI:10.1038/scientificamerican0399-84. مؤرشف من الأصل في 2009-04-23. اطلع عليه بتاريخ 2006-12-21.
14. ↑  Chalmers Mitchell, Peter. (15 June 1927). "Reptiles at the Zoo: Opening of new house today", The Times, London, p. 17.
15. ↑  Procter, J. B. (1928). "On a living Komodo dragon Varanus komodoensis Ouwens, exhibited at the Scientific Meeting, October 23rd, 1928". Proceedings of the Zoological Society of London. ج. 98 ع. 4: 1017–1019. DOI:10.1111/j.1469-7998.1928.tb07181.x.
16. ↑  Rony, Fatimah Tobing (1996). The third eye: race, cinema, and ethnographic spectacle. Durham, N.C.: Duke University Press. ص. 164. ISBN:0-8223-1840-7.
17. 1 2  "Komodo National Park Frequently Asked Questions". Komodo Foundation. مؤرشف من الأصل في 2013-10-15. اطلع عليه بتاريخ 2007-10-25.
18. ↑  "American Museum of Natural History: Komodo Dragons". المتحف الأمريكي للتاريخ الطبيعي. مؤرشف من الأصل في 23 نوڤمبر 2010. اطلع عليه بتاريخ 7 June 2007. {{استشهاد ويب}}: تحقق من التاريخ في: |تاريخ أرشيف= (مساعدة)
19. ↑  Cheater، Mark (أغسطس–سبتمبر 2003). "Chasing the Magic Dragon". National Wildlife Magazine. National Wildlife Federation. ج. 41 ع. 5. مؤرشف من الأصل في 20 فبراير 2009.
20. 1 2  Trooper Walsh؛ Murphy, James Jerome؛ Claudio Ciofi؛ Colomba De LA Panouse (2002). Komodo Dragons: Biology and Conservation (Zoo and Aquarium Biology and Conservation Series). واشنطن العاصمة: Smithsonian Books. ISBN:1-58834-073-2.
21. 1 2 3  "Trapping Komodo Dragons for Conservation". منظمة ناشيونال جيوغرافيك. مؤرشف من الأصل في 2018-01-05. اطلع عليه بتاريخ 2007-11-08.
22. 1 2  "Ora (Komodo Island Monitor or Komodo Dragon)". المتحف الأمريكي للتاريخ الطبيعي. مؤرشف من الأصل في 2010-03-07. اطلع عليه بتاريخ 2007-01-15.
23. ↑  "Australia was 'hothouse' for killer lizards", ABC, 30 September 2009. Retrieved on 30 September 2009. نسخة محفوظة 24 نوفمبر 2010 على موقع واي باك مشين.
24. ↑  Hocknull، S. A.؛ Piper، P. J.؛ van den Bergh، G. D.؛ Due، R. A.؛ Morwood، M. J.؛ Kurniawan، I. (2009). "Dragon's paradise lost: palaeobiogeography, evolution and extinction of the largest-ever terrestrial lizards (Varanidae)". PLOS One. ج. 4 ع. 9: e7241. Bibcode:2009PLoSO...4.7241H. DOI:10.1371/journal.pone.0007241. مؤرشف من الأصل في 2019-07-26.{{استشهاد بدورية محكمة}}:  صيانة الاستشهاد: دوي مجاني غير معلم (link)
25. 1 2  Burnie، David؛ Don E. Wilson (2001). Animal. New York: DK Publishing. ص. 417, 420. ISBN:0-7894-7764-5.
26. ↑  Wood, Gerald (1983). The Guinness Book of Animal Facts and Feats. ISBN:978-0-85112-235-9. مؤرشف من الأصل في 2019-12-16.
27. 1 2 3 4 5 6 7 8  Tara Darling (Illustrator). Komodo Dragon: On Location (Darling, Kathy. on Location.). Lothrop, Lee and Shepard Books. ISBN:0-688-13777-6. مؤرشف من الأصل في 2019-12-19.
28. ↑  Komodo Dragons نسخة محفوظة 27 September 2013 على موقع واي باك مشين.. London Zoo [وصلة مكسورة]
29. ↑  Komodo Dragon, Varanus komodoensis 1998. Physical Characteristics. San Diego Zoo Global Zoo (1998). نسخة محفوظة 02 يناير 2018 على موقع واي باك مشين. [وصلة مكسورة]
30. ↑  "Komodo Conundrum". BBC. مؤرشف من الأصل في 2006-11-16. اطلع عليه بتاريخ 2007-11-25.
31. 1 2 3 4 5 6 7 8  David Badger؛ photography by John Netherton (2002). Lizards: A Natural History of Some Uncommon Creatures, Extraordinary Chameleons, Iguanas, Geckos, and More. Stillwater, MN: Voyageur Press. ص. 32, 52, 78, 81, 84, 140–145, 151. ISBN:0-89658-520-4. مؤرشف من الأصل في 2019-12-19.
32. 1 2 3  "Komodo Dragon Fact Sheet". National Zoological Park  [لغات أخرى]‏. مؤرشف من الأصل في 2016-08-30. اطلع عليه بتاريخ 2007-11-25.{{استشهاد ويب}}:  صيانة الاستشهاد: علامات ترقيم زائدة (link)
33. 1 2  "Komodo Dragon". حديقة حيوانات سنغافورة. مؤرشف من الأصل في 2005-02-14. اطلع عليه بتاريخ 2006-12-21.
34. ↑  Cogger, Harold G. & Richard G. Zweifel (consultant editors); illustrations by David Kirshner (1998). Encyclopedia of Reptiles & Amphibians. Boston: Academic Press. ص. 132, 157–8. ISBN:0-12-178560-2. مؤرشف من الأصل في 2022-07-01. {{استشهاد بكتاب}}: |مؤلف= باسم عام (مساعدة)صيانة الاستشهاد: أسماء متعددة: قائمة المؤلفين (link)
35. ↑  Eric R. Pianka؛ Laurie J. Vitt; with a foreword by Harry W. Greene (2003). Lizards: Windows to the Evolution of Diversity. Berkeley: University of California Press. ص. 244. ISBN:0-520-23401-4. مؤرشف من الأصل في 2019-12-19.{{استشهاد بكتاب}}:  صيانة الاستشهاد: أسماء متعددة: قائمة المؤلفين (link)
36. 1 2 3 4  Alison Ballance؛ Morris, Rod (2003). South Sea Islands: A Natural History. Hove: Firefly Books Ltd. ISBN:1-55297-609-2.
37. 1 2 3  Auffenberg, Walter (1981). The Behavioral Ecology of the Komodo Monitor. Gainesville, Florida: University Presses of Florida. ISBN:0-8130-0621-X.
38. 1 2  Here Be Dragons: The Mythic Bite of the Komodo, Christie Wilcox, discovermagazine نسخة محفوظة 31 ديسمبر 2017 على موقع واي باك مشين.
39. 1 2  Attenborough, David (2008). Life in Cold Blood. Princeton, N.J.: Princeton University Press. ISBN:0-691-13718-8.
40. 1 2 3 4  Auffenberg, Walter (1981). The Behavioral Ecology of the Komodo Monitor. Gainesville: University Presses of Florida. ص. 406. ISBN:0-8130-0621-X.
41. ↑  Mader, Douglas R. (1996). Reptile Medicine and Surgery. WB Saunders Co., p. 16, (ردمك 0721652085).
42. ↑  Vidal، John (12 يونيو 2008). "The terrifying truth about Komodo dragons". London: الجارديان دوت كوم. مؤرشف من الأصل في 2018-07-09. اطلع عليه بتاريخ 2008-06-19.
43. ↑  Diamond، Jared M. (1987). "Did Komodo dragons evolve to eat pygmy elephants?". نيتشر (مجلة). ج. 326 ع. 6116: 832. Bibcode:1987Natur.326..832D. DOI:10.1038/326832a0.
44. ↑  Montgomery، JM؛ Gillespie، D؛ Sastrawan، P؛ Fredeking، TM؛ Stewart، GL (2002). "Aerobic salivary bacteria in wild and captive Komodo dragons" (PDF). Journal of Wildlife Diseases. ج. 38 ع. 3: 545–51. DOI:10.7589/0090-3558-38.3.545. PMID:12238371. مؤرشف من الأصل (PDF) في 2010-03-06.
45. ↑  Goldstein، E.J.C.؛ Tyrrell، K.L.؛ Citron، D.M.؛ Cox، C.R.؛ Recchio، I.M.؛ Okimoto، B.؛ Bryja، J.؛ Fry، B.G. (2013). "Anaerobic and aerobic bacteriology of the saliva and gingiva from 16 captive Komodo dragons (Varanus Komodoensis): New implications for the "Bacteria as Venom" model" (PDF). Journal of Zoo and Wildlife Medicine. ج. 44 ع. 2: 262–272. DOI:10.1638/2012-0022R.1. PMID:23805543. مؤرشف من الأصل (PDF) في 16 سپتمبر 2013. {{استشهاد بدورية محكمة}}: تحقق من التاريخ في: |تاريخ أرشيف= (مساعدة)
46. ↑  "Komodo dragon-inspired synthetic peptide DRGN-1 promotes wound-healing of a mixed-biofilm infected wound", Chung et al, npj Biofilms and Microbiomes 3, Article number: 9 (2017), published online 11 April 2017 نسخة محفوظة 13 فبراير 2018 على موقع واي باك مشين.
47. ↑  Fry، BG؛ Vidal، N؛ Norman، JA؛ Vonk، FJ؛ Scheib، H؛ Ramjan، SF؛ Kuruppu، S؛ Fung، K؛ وآخرون (2006). "Early evolution of the venom system in lizards and snakes" (PDF). Nature. ج. 439 ع. 7076: 584–588. Bibcode:2006Natur.439..584F. DOI:10.1038/nature04328. PMID:16292255. مؤرشف من الأصل (PDF) في 2017-10-10.
48. ↑  Scientists discover deadly secret of Komodo's bite, AFP, 19 May 2009 [وصلة مكسورة] نسخة محفوظة 16 يونيو 2013 على موقع واي باك مشين.
49. ↑  Fry BG، Wroe S، Teeuwisse W، وآخرون (2009). "A central role for venom in predation by Varanus komodoensis (Komodo Dragon) and the extinct giant Varanus (Megalania) priscus". Proceedings of the National Academy of Sciences of the United States of America. ج. 106 ع. 22: 8969–74. Bibcode:2009PNAS..106.8969F. DOI:10.1073/pnas.0810883106. PMC:2690028. PMID:19451641.
50. ↑  Staff. "Komodo dragons kill with venom, not bacteria, study says". سي إن إن. 20 May 2009. Retrieved on 25 May 2009. نسخة محفوظة 26 مارس 2018 على موقع واي باك مشين.
51. ↑  Weinstein، Scott A.؛ Smith، Tamara L.؛ Kardong، Kenneth V. (14 يوليو 2009). "Reptile Venom Glands Form, Function, and Future". في Stephen P. Mackessy (المحرر). Handbook of Venoms and Toxins of Reptiles. Taylor & Francis. ص. 76–84. ISBN:978-1-4200-0866-1. مؤرشف من الأصل في 2017-02-08. اطلع عليه بتاريخ 2013-07-18.
52. ↑  Zimmer, Carl (مايو 2009). "Venom Might Boost Dragons Bite". San Diego Tribune. مؤرشف من الأصل في 2009-06-06. اطلع عليه بتاريخ 2009-09-26.
53. ↑  Zimmer, Carl (18 مايو 2009). "Chemicals in Dragon's Glands Stir Venom Debate". New York Times. ص. D2. مؤرشف من الأصل في 2018-06-16. اطلع عليه بتاريخ 2012-03-23.
54. ↑  "Komodo Dragon, Varanus komodoensis". San Diego Zoo. مؤرشف من الأصل في 2018-04-01. اطلع عليه بتاريخ 2009-10-27.
55. 1 2  Markus Makur (2015). "'Wotong' bird nests help Komodos survive: Study". The Jakarta Post. مؤرشف من الأصل في 2018-07-13. اطلع عليه بتاريخ 2015-03-11.
56. ↑  Jessop، Tim S.؛ Sumner، Joanna؛ Rudiharto، Heru؛ Purwandana، Deni؛ Imansyah، M.Jeri؛ Phillips، John A. (2004). "Distribution, use and selection of nest type by Komodo dragons" (PDF). Biological Conservation. ج. 117 ع. 5: 463. DOI:10.1016/j.biocon.2003.08.005. مؤرشف من الأصل (PDF) في 9 ديسمبر 2011.
57. ↑  Morales, Alex (20 ديسمبر 2006). "Komodo Dragons, World's Largest Lizards, Have Virgin Births". Bloomberg Television. مؤرشف من الأصل في 8 أكتوبر 2007. اطلع عليه بتاريخ 28 مارس 2008.
58. ↑  Henderson، Mark (21 ديسمبر 2006). "Wise men testify to Dragon's virgin birth". ذي تايمز. London. مؤرشف من الأصل في 2020-03-27. اطلع عليه بتاريخ 2007-11-26. {{استشهاد بخبر}}: |archive-date= / |archive-url= timestamp mismatch (مساعدة)
59. ↑  "Recent News – Sedgwick County Zoo". Sedgwick County Zoo. مؤرشف من الأصل في 2008-02-11. اطلع عليه بتاريخ 2008-02-12.
60. ↑  "Komodo dragons hatch with no male involved". إم إس إن بي سي. مؤرشف من الأصل في 2012-10-23. اطلع عليه بتاريخ 2008-02-12.
61. 1 2  "Virgin births for giant lizards". BBC News. 20 ديسمبر 2006. مؤرشف من الأصل في 2018-07-13. اطلع عليه بتاريخ 2008-03-13.
62. ↑  "Strange but True: Komodo Dragons Show that "Virgin Births" Are Possible: Scientific American". Scientific American. مؤرشف من الأصل في 2020-03-27. اطلع عليه بتاريخ 2008-03-24. {{استشهاد ويب}}: |archive-date= / |archive-url= timestamp mismatch (مساعدة)
63. ↑  Watts PC، Buley KR، Sanderson S، Boardman W، Ciofi C، Gibson R (ديسمبر 2006). "Parthenogenesis in Komodo Dragons". Nature. ج. 444 ع. 7122: 1021–2. Bibcode:2006Natur.444.1021W. DOI:10.1038/4441021a. ISSN:0028-0836. PMID:17183308.
64. ↑  Fariz Fardianto (22 Apr 2014). "5 Kasus keganasan komodo liar menyerang manusia". Merdeka.com (بالإندونيسيَّة). Archived from the original on 2018-07-14.{{استشهاد بخبر}}:  صيانة الاستشهاد: لغة غير مدعومة (link)
65. 1 2 3 4 5 6  Rachel Nuwer (24 يناير 2013). "The Most Infamous Komodo Dragon Attacks of the Past 10 Years An 8-year old boy; a group of stranded divers; a celebrity's husband: Just a few of the recent victims of Komodo dragon attacks". smithsonian.com. مؤرشف من الأصل في 2019-04-02.
66. ↑  Markus Makur (3 مايو 2017). "Singaporean tourist bitten by Komodo dragon". The Jakarta Post. مؤرشف من الأصل في 2018-07-14.
67. ↑  "The official website of Komodo National Park, Indonesia". منتزه كومودو الوطني. مؤرشف من الأصل في 5 فبراير 2007. اطلع عليه بتاريخ 2 فبراير 2007.
68. ↑  "Zipcodezoo: Varanus komodoensis (Komodo Dragon, Komodo Island Monitor, Komodo Monitor)". BayScience Foundation, Inc. مؤرشف من الأصل في 12 أبريل 2010. اطلع عليه بتاريخ 25 أكتوبر 2009.
69. ↑  "Appendices I, II and III". معاهدة التجارة العالمية لأصناف الحيوان والنبات البري المهدد بالانقراض. مؤرشف من الأصل في 2008-03-11. اطلع عليه بتاريخ 2008-03-24.
70. ↑  Markus Makur (5 مارس 2016). "Komodo population continues to decline at national park". مؤرشف من الأصل في 2018-10-25.
71. ↑  Lilley, R. P. H. (1995). "A feasibility study on the in-situ captive breeding of Komodo dragons (Varanus komodoensis) on Padar Island, Komodo National Park". MSc. Thesis: University of Kent, Canterbury, UK.
72. ↑  Jessop، T.S.؛ Forsyth, D.M.؛ Purwandana, D.؛ Imansyah, M.J.؛ Opat, D.S.؛ McDonald-Madden, E. (2005). "Monitoring the ungulate prey of komodo dragons (Varanus komodoensis) using faecal counts". Zoological Society of San Diego, USA, and the Komodo National Park Authority, Labuan Bajo, Flores, Indonesia: 26. CiteSeerX:10.1.1.172.2230. {{استشهاد بدورية محكمة}}: الاستشهاد بدورية محكمة يطلب |دورية محكمة= (مساعدة)
73. ↑  "ISIS Abstracts". ISIS. مؤرشف من الأصل في 2012-02-13. اطلع عليه بتاريخ 2009-01-04.
74. ↑  Procter، J.B. (أكتوبر 1928). "On a living Komodo Dragon Varanus komodoensis Ouwens, exhibited at the Scientific Meeting". Proceedings of the Zoological Society of London. ج. 98 ع. 4: 1017–1019. DOI:10.1111/j.1469-7998.1928.tb07181.x.
75. ↑  Lederer، G. (1931). "Erkennen wechselwarme Tiere ihren Pfleger?". Wochenschrift für Aquarien- und Terrarienkunde. ج. 28: 636–638.
76. ↑  Murphy، James B.؛ Walsh, Trooper (2006). "Dragons and Humans". Herpetological Review. ج. 37 ع. 3: 269–275.
77. ↑  "Such jokers, those Komodo dragons". Science News. ج. 162 ع. 1: 78. أغسطس 2002. DOI:10.1002/scin.5591620516.
78. ↑  Cagle، Jess (23 يونيو 2001). "Transcript: Sharon Stone vs. the Komodo Dragon". Time. مؤرشف من الأصل في 2013-08-23. اطلع عليه بتاريخ 2008-03-20.
79. ↑  Robinson, Phillip T. (2004). Life at the Zoo: Behind the Scenes with the Animal Doctors. New York: Columbia University Press. ص. 79. ISBN:0-231-13248-4. مؤرشف من الأصل في 2019-12-19.
80. ↑  Pence، Angelica (11 يونيو 2001). "Editor stable after attack by Komodo dragon / Surgeons reattach foot tendons of Chronicle's Bronstein in L.A." San Francisco Chronicle. مؤرشف من الأصل في 2012-03-11. اطلع عليه بتاريخ 2008-03-23.
81. ↑  'Police foil attempt to export Komodo dragons for Rp 500 million apiece', The Jakarta Post, 28 March 2019. نسخة محفوظة 11 أبريل 2019 على موقع واي باك مشين.
82. ↑  Markus Makur, 'Lax security at Florest ports allows Komodo dragon smuggling', The Jakarta Post, 9 April 2019. نسخة محفوظة 3 يوليو 2019 على موقع واي باك مشين.

### بِاللُغة العربيَّة
1. ↑  أحمد شفيق الخطيب (2000)، موسوعة الطبيعة الميسرة: بالألوان والصور التوضيحية (ط. 2)، بيروت: مكتبة لبنان ناشرون، ص. 248، OCLC:956964437، QID:Q117303783
2. ↑  هولاند، جينفر إس. "تنين إندونيسيا". ناشونال جيوغرافيك العربيَّة. مؤرشف من الأصل في 6 تمُّوز (يوليو) 2018م. اطلع عليه بتاريخ 6 تمُّوز (يوليو) 2018م. {{استشهاد ويب}}: تحقق من التاريخ في: |تاريخ الوصول= و|تاريخ أرشيف= (مساعدة)
3. ↑  موسوعة الحيوان المُصوَّرة. "سحليَّة تنين كومودو". بوَّابة التقدُّم العلمي. مؤرشف من الأصل في 6 تمُّوز (يوليو) 2018م. اطلع عليه بتاريخ 6 تمُّوز (يوليو) 2018م. {{استشهاد ويب}}: تحقق من التاريخ في: |تاريخ الوصول= و|تاريخ أرشيف= (مساعدة)
4. ↑  "تعريف و معنى صَلَّ في معجم المعاني الجامع - معجم عربي عربي". قاموس المعاني. مؤرشف من الأصل في 10 يوليو 2018. اطلع عليه بتاريخ 10 تمُّوز (يوليو) 2018م. صِلٌّ، جمع «أَصْلاَلٌ»: حَيَّةٌ خَبِيثَةٌ لَهَا عُنُقٌ يَنْتَفِخُ فِي حَالَةِ الْهَيَجَانِ وَالغَيْظِ؛ جمع أَصْلال وصِلال: حيَّة من أخبث الحيَّات تتميَّز بعنقها المبَطَّط العريض الذي ينتفخ عند الغضب {{استشهاد ويب}}: تحقق من التاريخ في: |تاريخ الوصول= (مساعدة)

## للاستزادة
- Attenborough, David (1957). Zoo Quest for a Dragon. London: Lutterworth Press.
- Auffenberg, Walter [بالإنجليزية] (1981). The Behavioral Ecology of the Komodo Monitor. Gainesville: University Presses of Florida. ISBN:0-8130-0621-X.
- Burden, W. Douglas (1927). Dragon Lizards of Komodo: An Expedition to the Lost World of the Dutch East Indies. New York, London: G.P. Putnum's Sons.
- Eberhard, Jo؛ King, Dennis؛ Green, Brian؛ Knight, Frank؛ Keith Newgrain (1999). Monitors: The Biology of Varanid Lizards. Malabar, Fla: Krieger Publishing Company. ISBN:1-57524-112-9. مؤرشف من الأصل في 2022-05-18.
- Lutz, Richard L؛ Lutz, Judy Marie (1997). Komodo: The Living Dragon. Salem, Or: DiMI Press. ISBN:0-931625-27-0.

## وصلات خارجيَّة
- معلومات عن تنين كومودو، من ناشونال جيوغرافيك.
- بالصور.. “تنين كومودو” يُهاجم سائحًا سنغافوريًّا. من إرم نيوز. 4 أيَّار (مايو) 2017م.
- أكبر العظايا على وجه الأرض: تنين كومودو على يوتيوب (بالإنجليزية)
- معلومات عن تنين كومودو من حديقة سميثسونيان الوطنيَّة ومؤسسة الحفاظ على الكائنات الحيَّة. (بالإنجليزية)